# 王様のブランチ
『王様のブランチ』（おうさまのブランチ、英: King's Brunch）は、1996年4月6日からTBSテレビと一部系列局で毎週土曜日9:30 - 14:00（JST）に放送されている情報 バラエティ番組。なお、2002年6月1日から2012年9月29日まではBS-TBS（旧：BS-i）でもサイマル放送されていた。
主に、本・レジャー・ショッピング・テレビ・映画・グルメ・芸能などの紹介やリポートなどを行っている。

## 概要
それまで各時間帯ごとに異なる番組を放送していた土曜日午前から昼過ぎの番組枠を吸収・合併および番組内容の一新を行う大幅な改編が行われ、1996年4月6日にスタートした。
基本的に生放送だが、まれに製作スタッフの夏季休暇・正月休暇に伴い収録放送となることもある。収録放送の場合は一部のコーナーが総集編になったり、weather brunch・TBS瞬間最高視聴率ランキングなどの最新のランキングコーナーは放送されない。
歴代の番組のタイトルロゴでは全て番組のサブタイトルにKing's Brunchがあり、初代ロゴのみ、SUPER SATURDAY RANKINGというサブタイトルもついていた。
番組は2部構成で、9:30 - 11:45までの第1部と、『JNNニュース』終了直後の11:59 - 14:00の第2部による二部構成で放送されている。本来は関東ローカルとしてスタートしていることや、JNN ニュースを除きローカルセールス枠であるため、地域によってその放送時間は異なり、全く放送されない地域もある。2022年10月時点で、地上波にて全編放送している系列局はTBSテレビ・テレビ山梨・RSK山陽放送・RKB毎日放送の4局のみである。なお、TBSテレビ公式サイトの番組表では『JNN ニュース』がフロート番組（インサート）扱いされている。
近畿広域圏の毎日放送では『せやねん!』、中京広域圏のCBCテレビでは『なるほどプレゼンター!花咲かタイムズ』といった地元の生放送の情報番組を本番組と同時刻に編成している。ただし、2002年6月1日放送分から2012年9月29日放送分まではBS-TBSでも放送されていたため、この期間は全国で視聴可能だった。なおBS-TBSは地上波の『JNN ニュース』を放送しないため、地上波がニュースで中断している間は「BSブランチ」という独自コーナーを別番組扱いで放送していた。
地上デジタル放送ではデジタルハイビジョン放送を行っている。BS-TBSでは当初は画面の両側に番組名《初代の番組ロゴ》のサイドパネルをつけた実質4:3画面での放送を行っていたが、2005年10月1日放送分より、番組を制作しているスタジオの映像系がSDワイドに対応したことで画面も16:9フルサイズとなった。2006年3月4日の放送から、地上デジタル、BS-TBSいずれもスタジオ撮影のみハイビジョン化された。撮影機材の整備が進み、VTR取材映像も順次ハイビジョン化している。
TBSテレビ、東北放送、RKB毎日放送、長崎放送のワンセグでは、データ連動放送で放送されている。
本番組の女性リポーターは『ブランチリポーター』と呼ばれている。
開始当初、TBSテレビでは「リポーター」と「レポーター」が混在したが、大量のリポーターが登場する本番組をきっかけに局制作の番組は「リポーター」と表示を統一した。

## 沿革

### 1990年代
- 1996年4月6日（第1回） - 本放送開始。チューリップテレビ[1]、RSK山陽放送は第1部のみネット。
- 1997年10月4日（第79回） - 東北放送で放送開始（第2部のみ）。
- 1997年11月22日（第86回） - オープニングで総合司会の田中律子がこの放送当日（いい夫婦の日）の結婚と妊娠4ヶ月を報告した。発表時のVTRが流れた後に田中が寺脇康文から花束を贈呈された。
- 1998年3月28日（第103回）、この日をもって田中律子が2年で卒業。この日の放送を最後に産休も発表し、一時芸能活動も休止している。
- 1998年4月4日（第104回） - レギュラーのさとう珠緒が2代目女性総合司会として昇格。RSK山陽放送でのフルネット開始（ - 2004年3月27日）。
- 1999年4月3日 - 長崎放送で放送開始。
- 1999年10月2日 - 新潟放送、RKB毎日放送で放送開始（新潟放送は第2部のみ[2]）。

### 2000年代
- 2001年4月7日 - 放送開始5周年を迎えた。北海道放送で放送開始（当時は第2部のみ放送）。
- 2002年6月1日（第316回） - BS-i（現：BS-TBS）で放送開始。
- 2003年3月29日（第358回） - この日をもってさとう珠緒が6年で卒業。テレビユー福島で放送開始（第2部のみ。2004年10月から第1部のみに変更）。
- 2003年4月5日（第359回） - 3代目女性総合司会として優香が登場。静岡放送で放送開始（第1部のみ）。
- 2004年11月6日（第441回） - 第2部13時頃より放送されていた『CDTVリピート!』（前週放送の『COUNT DOWN TV』からランキングのみを編集したコーナー）が終了し、全編モノラル放送（モノステレオ放送）となる。ただし、第2部のみアナログ・デジタルともにステレオ放送が実施されていたが、『CDTVリピート!』放送時以外は第1部同様モノラル音源（モノステレオ放送）で放送されていた。
- 2005年4月2日（第461回） - RSK山陽放送でのフルネット復活。
- 2005年8月 - 書籍売り上げランキングをタレント本売り上げランキングに変更。
- 2005年10月1日（第487回） - 琉球放送で放送開始（第1部のみ）。
- 2005年12月31日 - 第1部のみ放送。同日夜に生放送のNHK『第56回NHK紅白歌合戦』の司会を務める仲間由紀恵がゲスト出演。
- 2006年4月1日（第512回） - テレビユー山形がネット復帰（第1部のみ）。
- 2006年4月8日（第513回） - 放送開始10周年を迎えた。
- 2006年12月23日（第550回） - この日をもって番組開始時からの初代男性総合司会・寺脇康文と、番組開始時からのレギュラーの関根勤・恵俊彰が卒業。これを以って番組開始からのレギュラー陣がすべて降板し、番組1年目からの出演者ははしのえみのみとなる。BS-TBSも自主編成のため第1部は休止。
- 2007年1月6日（第551回） - 2代目男性総合司会として谷原章介が登場。北陸放送で放送開始（第1部のみ[3]。しかし、出演者はこの件に一切触れなかった）。また、当番組のマスコットキャラクターとして、黒いオス犬「ブランチくん」、ピンクのメス犬「ランチちゃん」が誕生した。
- 2007年2月3日（第555回） - この日から小塚つかさ（現：桃瀬ツカサ）、鈴木あきえ、曽根由希江、中村明花、長谷部瞳の5人がリポーターとして加入。
- 2007年3月31日（第563回） - この日をもってRSK山陽放送は再び第2部ネット打ち切り（不定期放送へ格下げ）。これにより再び地上波でのフルネット局はキー局TBSテレビのみになる。
- 2007年12月22日（第600回） - 放送600回達成。それを記念し沖縄からの生放送を行う。これに伴い通常第1部のみネットの地元・琉球放送もこの日に限り第1部、第2部フルネット。
- 2007年12月29日（第601回） - この日の放送をもって立川絵理、八田亜矢子、白石知世がリポーターを卒業。
- 2008年2月2日（第606回） - この日からおおつか麗衣、谷ちあき、福井仁美、もりちえみ、渡邊志穂（現：渡辺志穂）の5人がリポーターとして加入。
- 2008年3月22日（第613回） - 同年3月20日に赤坂サカスがオープンしたのを記念して放送時間を15:00まで延長（一部地域では通常通りの時間で終了）。
- 2008年3月29日（第614回） - 映画宣伝のため 出演した「カンフーくん」が殺陣を実演中に頭部をケガ、生放送中に流血する事故があった。この日の放送をもって佐藤弥生、平塚奈菜、小塚つかさがリポーターを卒業。
- 2008年6月28日（第626回） - この日の放送をもって金田美香がリポーターを卒業。
- 2008年9月27日（第638回） - この日をもって琉球放送がネット終了。
- 2008年10月4日（第639回） - 第2部の内容を大幅にリニューアル。ルームリサーチ、ブランチ流、デートマスターなどが廃止され、笑いの王様、ブランチミュージックボックスなどが新設。また、買い物の達人をレギュラーコーナーに格上げした代わりに、女王様のお買い物を不定期放送に格下げした。
- 2008年12月13日（第649回） - 北海道小樽市から全編に亘り生放送。これに伴い通常第1部のみネットの地元・北海道放送もこの日に限り第1部、第2部フルネット。
- 2008年12月27日（第651回） - 2008年の年内最後の放送。この日の放送をもって白石みきがリポーターを卒業（在籍期間は5年2か月）。第2部の冒頭にはしのの夫である綱島郷太郎がVTRで登場しはしのについて語った。この日は小林麻耶が喉の不調で欠席したため、蓮見孝之が代役を務めた。またこの日から笑いの王様の初代チャンピオンの響がレギュラー出演。
- 2009年3月14日（第661回） - この日の放送をもって小林麻耶が卒業。翌週3月21日（第662回）から出水麻衣が新加入。
- 2009年6月27日（第676回） - この日をもって斉藤祥太と斉藤慶太（斉藤兄弟）が卒業した。また第2部の「旬なび」が休止となった。
- 2009年7月4日（第677回） - この日の放送をもって中村優がリポーターを卒業。翌週7月11日（第678回）、長谷部瞳とTKOが卒業。
- 2009年7月18日（第679回） - この日から蒼あんな、蒼れいな、青木英李、茜ゆりか、玄里、麻里奈の6人がリポーターとして加入。またリポーターの中から2名を日直とする制度を設けた。
- 2009年9月26日（第689回） - この日をもって松田哲夫が卒業。
- 2009年10月3日（第690回） - この日からブックコーナーのコメンテーターが週替わり制になる。
- 2009年12月12日（第700回） - 放送700回を達成。

### 2010年代
- 2010年3月27日（第715回） - 山陽放送が3度目のフルネット復活。以降特番や自社制作番組、スポーツ中継（Vリーグ・岡山シーガルズなど）を除き、現在までフルネット継続中。
- 2010年6月5日（第724回） - この日をもって谷ちあきがリポーターを卒業した（在籍期間は2年4か月）。
- 2010年8月28日（第736回） - この日の放送をもってもりちえみがリポーターを卒業。
- 2011年3月26日（第765回） - この日をもって中村明花、おおつか麗衣がリポーターを卒業。
- 2011年4月2日（第766回） - この日から浅倉結希、アマンダ、清水芹夏、寺田ちひろ、中井愛梨の5人がリポーターとして加入。放送開始15周年に突入。また翌週9日からはこれまで第2部のみのネットだったRKB毎日放送での放送がフルネットに移行した。
- 2012年3月31日（第816回） - この日をもって3代目女性総合司会の優香が9年で卒業、その他のレギュラー陣もDVDブラボー担当の蓮見孝之、リポーターの英玲奈、蒼あんな・れいな、中井愛梨、森山愛子、清水芹夏、玄里が同時卒業。このうち、ブランチリポーターの中井愛梨は同日付の自身のブログで芸能活動休止（事実上の芸能界引退）を発表したため、当日の生放送には出演せずコメントもないまま自然降板となった。
- 2012年4月7日（第817回） - 4代目女性総合司会として本仮屋ユイカが登場。リポーターとして早川真理恵、竹内佳菜子、あすか、Karen、小川ももえが、DVDブラボー担当として杉山真也（TBSアナウンサー）がそれぞれ加入。
- 2012年7月7日（第830回） - 熊本放送でネット開始（第1部のみ）。
- 2012年9月29日（第842回） - BS-TBSでの放送が完全終了。これに伴い『BSブランチ』も放送終了となった。
- 2013年5月11日（第873回）　- この日からリポーターによる日直制度が廃止になり、鈴木あきえがリポーターと兼任する形でレギュラー出演者に昇格した。
- 2013年7月6日（第880回） - この日からパンサーが第2部のレギュラーに加入。
- 2013年8月31日（第888回） - この日をもってリポーターの曽根由希江、渡辺志穂、茜ゆりか、小川ももえが卒業した。また、約15年余り続いた第2部の『女王様のお買いもの』がこの日をもって終了。
- 2013年12月14日（第902回） - この日をもってリポーターの浅倉結希が卒業した。スタジオ出演はこの回までだったが、翌週の12月21日放送分の「ブランチショッピング」収録には参加・出演した。
- 2013年12月21日（第903回） - この日をもってリポーターの麻里奈、あすか、Karenが卒業した。
- 2014年1月11日（第905回） - この日から中島亜莉沙、大沢ひかる、櫻井ゆりの、紗綾、太田希望、英里子、淡輪優希の計7人が新リポーターとして番組に加わり、ブランチリポーターは14人体制になった。
- 2014年3月29日（第916回） - 約18年間長らく番組レギュラーを務めてきたはしのえみが番組を卒業。同日、進行アナウンサーの出水麻衣・杉山真也も番組を卒業。
- 2014年4月5日（第917回） - この日から進行アナウンサーに国山ハセンが番組に加入。
- 2014年7月5日（第930回） - 2014年3月まで当番組のADだった笹川友里が進行アナウンサーとして番組に加入。
- 2014年10月25日（第946回） - この日をもってリポーターのアマンダが卒業した。
- 2015年1月10日（第955回） - この日からステレオ放送を開始。ステレオ放送実施は第2部実施以来を含めると約10年ぶりとなる。また、この日をもってリポーターの太田希望が卒業した。
- 2015年6月6日（第976回） - この日をもって第2部レギュラーの森星が卒業した。
- 2015年9月26日（第990回） - この日をもって4代目女性総合司会の本仮屋ユイカが3年半で卒業、リポーターの福井仁美（在籍期間は7年8ヶ月）、早川真理恵、紗綾、中島亜莉沙、淡輪優希が番組を卒業した。
- 2015年10月3日（第991回） - 5代目女性総合司会として新川優愛が登場。
- 2015年10月10日（第992回） - この日から岡田サリオ、熊井友理奈、小林麗菜、松本愛、莉奈、齋藤明里、高柳愛実、高田夏帆の計8人が新リポーターとして番組に加わり、ブランチリポーターは15人体制になった。
- 2015年11月28日（第1000回） - 放送1000回を達成。
- 2016年3月26日（第1016回） - この日をもって第2部レギュラーのパンサー、リポーターの櫻井ゆりの、竹内佳菜子、寺田ちひろ、青木英李、大沢ひかる（大沢は当日VTRのみ出演、その日は映画「仮面ライダー1号」の初日舞台挨拶により、スタジオ欠席）が番組を卒業した。
- 2016年4月2日（第1017回） - この日から隔週レギュラーとしておかずクラブ、第2部レギュラーとして綾部祐二（ピース）が加入。放送開始20周年を迎えた。
- 2016年4月9日（第1018回） - この日から隔週レギュラーとして横澤夏子が加入。
- 2017年3月11日（第1064回）- 第1部冒頭で、レギュラーの鈴木あきえがテレビ番組のディレクターと婚約したことを報告[4]。
- 2017年3月25日（第1066回） - この日をもって2代目男性総合司会の谷原章介と5代目女性総合司会の新川優愛、レギュラー陣の市川真人・綾部祐二・国山ハセンが番組を卒業。それに伴い、放送時間を14時54分まで延長し、谷原の10年間を「卒業スペシャル」として振り返った。また、新潟放送がこの日をもって第2部のネット終了（その後2018年4月7日から第1部のネット開始）。
- 2017年4月1日（第1067回） - 3代目男性総合司会に渡部建（アンジャッシュ）、6代目女性総合司会に佐藤栞里が登場。また新レギュラーに藤森慎吾（オリエンタルラジオ）、大友花恋、石田ニコル、山本舞香が加入。
- 2017年9月30日（第1093回） - この日をもって鈴木あきえ（在籍期間は10年8ヶ月）、英里子、莉奈、松本愛、岡田サリオが番組を卒業。
- 2017年10月7日（第1094回） - この日から第2部レギュラーとして渡辺早織が、山田菜々、小泉遥、坂ノ上茜、藤井サチ、小室ゆらの計5人が新リポーターとして番組に加わり、ブランチリポーターは10人体制になった。
- 2019年4月6日（第1170回） - この日から進行アナウンサーとして山形純菜が、鈴元まい、松元絵里花の2名が新リポーターとして番組に加わり、ブランチリポーターは12人体制になった。
- 2019年9月28日（第1195回） - この日をもって渡辺早織が番組を卒業。
- 2019年11月2日（第1200回） - この日からパンサーが約3年7ヶ月ぶりに第2部レギュラーに復帰。

### 2020年代
- 2020年1月4日（第1208回） - この日をもって隔週レギュラーの横澤夏子が産休入り。
- 2020年4月4日（第1221回） - 新型コロナウイルス感染予防のため、藤森・ニッチェ・児嶋がリモートで出演した[5]。
- 2020年4月11日（第1222回） - 藤森・ニッチェに加え、総合司会の渡部・佐藤、山本舞香もリモートでの出演となり、TBSアナウンサーの山本匠晃・山形のみスタジオから進行を行なった。また、渡部・佐藤・藤森・山本舞香は楽屋からの中継のためコーナーごとに個別でスタジオに出演となった[6]。 また、つながりゲストとして元ブランチリポーターの鈴木あきえ・LiLiCoと夫の小田井涼平（純烈）が自宅からテレワークで出演した。
- 2020年5月9日（第1226回） - この日より産休していた横澤夏子が隔週レギュラーに復帰[7]。
- 2020年6月13日（第1231回） - この日の番組冒頭で山形アナが渡部の不貞行為による活動自粛と、番組への出演見合わせを発表。これにより、渡部は実質上の降板[8]。暫定的な措置として、当面は男性総合司会を置かず、佐藤が一人で総合司会を務めることになった。
- 2020年10月10日（第1248回） - この日から王様のデザートで元ブランチリポーターの、青木英李が加入。更に、10月24日（第1250回）から、元リポーターの寺田ちひろも加入された。
- 2020年12月2日 - TBS広報部がTBSと渡部の所属事務所・プロダクション人力舎が協議し11月末で降板が決まったことを明かし、公式ホームページでは、前日の12月1日まで総合司会として渡部の名前があったが、この日、削除された[9]。後任は立てられず、正式に総合司会が佐藤単独となる[10]。
- 2020年12月5日（第1256回） - この回より、正式に佐藤栞里の単独での総合司会となる。総合司会が女性のみというのは番組史上初。
- 2021年3月13日 - この日を以てレギュラーの石田ニコル、リポーターの齋藤明里・山田菜々が卒業[11]。
- 2021年3月20日 - この日を以て進行アナウンサーの山本匠晃、レギュラーの大友花恋、リポーターの高柳愛実・鈴元まいが卒業[12]。
- 2021年3月27日 - この日を以て進行アナウンサーの山形純菜、レギュラーの山本舞香、リポーターの熊井友理奈・藤井サチ・坂ノ上茜が卒業[13]。
- 2021年4月3日 - この日より小関裕太、一ノ瀬颯、Kaitoがレギュラーとして、きなこ、黒木ひかり、鈴木美羽、速瀬愛がリポーターとして、野村彩也子と宇賀神メグが進行アナウンサー（隔週交代）として加入[14][15]。
- 2021年4月10日 - この日より向井慧（パンサー）隔週第1部レギュラーとして復帰[16]。
- 2021年8月28日 - この日を以て隔週レギュラーの横澤夏子が2度目の産休入り[17]。
- 2021年9月11日 - この日より産休入りした横澤の代役として同年3月までレギュラーだった大友花恋、山本舞香、石田ニコルのいずれか1名が隔週で交代出演。同日は大友が出演[18]。
- 2021年9月25日 - この日を以て隔週で進行アナウンサーを務めた宇賀神メグが卒業[19]。
- 2021年10月9日 - この日より（宇賀神の後任の）隔週の進行アナウンサーとして日比麻音子が加入。
- 2022年2月12日 - この日より2度目の産休をしていた横澤夏子が隔週レギュラーに復帰[20]。これにより代役だった山本・石田の出演が終了した。ただ同じく代役だった大友は同日以降もBOOKコーナー内の不定期企画「大友花恋の作家さんに会いたい!」に出演している。
- 2022年4月23日・30日 - 総合司会の佐藤栞里が新型コロナウイルス感染症に罹患し療養中であることが、22日に所属事務所から発表されたの受け両週とも休演[21]。総合司会代行はレギュラーの藤森慎吾が両週とも務めた[22][23]。
- 2022年7月16日 - 『世界陸上2022オレゴン・大会1日目』（6:00 - 12:30）、『JNNニュース』（12:30 - 12:44）、『もうすぐ音楽の日』（12:44 - 14:00[注 2]）を各々放送のため全編休止。
- 2022年7月23日 - 『世界陸上2022オレゴン・大会8日目』（7:00 - 12:30）、『JNNニュース』（12:30 - 12:44）を放送のため、第1部を休止。第2部のみ45分繰り下げ・短縮して12:44 - 14:00に放送。同回は「特別編 栞里ちゃんの夏休みSP」と題し全編事前収録のロケ企画で構成されたため、スタジオ部分は無かった。
- 2022年10月1日 - この日を以て隔週レギュラーのニッチェ・江上敬子が産休入り[24]。相方の近藤くみこは引き続き出演。
- 2022年10月15日 - この日より産休入りした江上の代役ゲスト枠を設置。同日は山之内すずが出演[25]。
- 2022年12月10日 - レギュラーの藤森慎吾が、ホノルルマラソン2022出場及び本番組のロケに伴い、米国・ハワイ州オアフ島に滞在のため休演（ただ代演は起用せず、第1部冒頭と第2部のコーナー「トレンド部」にはVTR出演している）。
- 2023年8月26日 - 『世界陸上2023ハンガリーブダペスト・女子マラソン』（13:30 - 17:00）を生中継のため、第2部を30分短縮して11:59 - 13:30に放送（第1部は通常通り）。
- 2023年9月9日 - 番組ほぼ全編を東京ディズニーリゾートからの生中継で行い(ブランチショッピング、JNNニュースは除く)、放送内容もディズニー関連の企画が多くを占めた。
- 2023年10月14日 - TBSテレビアナウンサーの若林有子が、この日から野村の後任扱いでレギュラー出演を開始。野村が同年9月2日放送分での進行を最後に出演を見合わせていることに伴う措置で、野村が進行を予定していた9月16日・9月30日放送分でも若林が代行していた。ちなみに、TBSテレビでは、野村が過労を理由にこの時期から休養していることを2024年4月に公表[26]。
- 2024年4月6日 - お天気コーナーを菊池柚花が新たに担当する[27]。
- 2024年4月13日 - 丸山礼がレギュラー出演[注 3][27]。
- 2024年4月20日 - 八村倫太郎（WATWING）がレギュラー出演[27]。
- 2025年3月29日 - 「30周年突入8時間ぶち抜きスペシャル」を9:30 - 17:30(一部地域を除く)に生放送[注 4]。番組内では歴代MCの寺脇康文・田中律子・谷原章介・優香がVTRにて出演。また以前番組レギュラーだったはしのえみがスタジオに生出演した。また当日の後発番組『もうすぐ感謝祭』（17:30 - 17:40。17:40 - 生放送の『オールスター感謝祭2025春』の事前番組）の冒頭部分が、本番組スタジオから『感謝祭』総合司会の今田耕司・島崎和歌子が出演して生放送された[注 5]。

## 総合司会・進行アナウンサー
進行を複数のアナウンサーで分担する期間のうち、2020年4月ごろまでは原則2人で出演（山本の期間は山本が第1部冒頭のみ出演）、以降は隔週交代で担当している。
| 期間      | 期間       | 総合司会 | 総合司会     | 進行アナウンサー | 進行アナウンサー      |          |
| 期間      | 期間       | 男性     | 女性         | 男性             | 女性                  |          |
| --------- | ---------- | -------- | ------------ | ---------------- | --------------------- | -------- |
| 1996.4.6  | 1997.3.29  | 寺脇康文 | 田中律子     | 安東弘樹         | 堀井美香              |          |
| 1997.4.5  | 1998.3.28  | 寺脇康文 | 田中律子     | 安東弘樹         | 木村郁美              |          |
| 1998.4.4  | 2000.3.25  | 寺脇康文 | さとう珠緒   | 安東弘樹         | 木村郁美              |          |
| 2000.4.1  | 2001.3.31  | 寺脇康文 | さとう珠緒   | 安東弘樹         | 豊田綾乃              |          |
| 2001.4.7  | 2001.9.29  | 寺脇康文 | さとう珠緒   | 安東弘樹         | 久保田智子            |          |
| 2001.10.6 | 2002.3.30  | 寺脇康文 | さとう珠緒   | （不在）         | 久保田智子            |          |
| 2002.4.6  | 2003.3.29  | 寺脇康文 | さとう珠緒   | （不在）         | 竹内香苗              | 竹内香苗 |
| 2003.4.5  | 2005.3.26  | 寺脇康文 | 優香         | （不在）         | 竹内香苗              | 竹内香苗 |
| 2005.4.2  | 2006.12.23 | 寺脇康文 | 優香         | （不在）         | 小林麻耶              | 小林麻耶 |
| 2007.1.6  | 2009.3.14  | 谷原章介 | 優香         | （不在）         | 小林麻耶              | 小林麻耶 |
| 2009.3.21 | 2012.3.31  | 谷原章介 | 優香         | （不在）         | 出水麻衣              | 出水麻衣 |
| 2012.4.7  | 2013.3.30  | 谷原章介 | 本仮屋ユイカ | （不在）         | 出水麻衣              | 出水麻衣 |
| 2013.4.6  | 2014.3.29  | 谷原章介 | 本仮屋ユイカ | 杉山真也         | 出水麻衣              | 出水麻衣 |
| 2014.4.5  | 2014.6.28  | 谷原章介 | 本仮屋ユイカ | 国山ハセン       | （不在）              |          |
| 2014.7.5  | 2015.9.26  | 谷原章介 | 本仮屋ユイカ | 国山ハセン       | 笹川友里              |          |
| 2015.10.3 | 2017.3.25  | 谷原章介 | 新川優愛     | 国山ハセン       | 笹川友里              |          |
| 2017.4.1  | 2018.3.31  | 渡部建   | 佐藤栞里     | （不在）         | 笹川友里              |          |
| 2018.4.7  | 2019.3.30  | 渡部建   | 佐藤栞里     | 山本匠晃         | 笹川友里              |          |
| 2019.4.6  | 2020.6.6   | 渡部建   | 佐藤栞里     | 山本匠晃         | 山形純菜              |          |
| 2020.6.13 | 2021.3.27  | （不在） | 佐藤栞里     | 山本匠晃         | 山形純菜              |          |
| 2021.4.3  | 2021.9.25  | （不在） | 佐藤栞里     | （不在）         | 宇賀神メグ 野村彩也子 |          |
| 2021.10.2 | 2023.9.9   | （不在） | 佐藤栞里     | （不在）         | 日比麻音子 野村彩也子 |          |
| 2023.9.16 | 現在       | （不在） | 佐藤栞里     | （不在）         | 日比麻音子 若林有子   |          |

## 現在のレギュラー
現在、番組初回から出演している出演者は一部のナレーター担当の声優を除き、残っていない。

### 毎週出演
- LiLiCo（2001年10月 - 、2013年3月までは第1部『LiLiCoの@っとムービー』のみ、第2部の出演は2013年4月 - 2017年3月）『LiLiCoの@っとムービー』、『LiLiCoの感ゲキ!DVDブラボー』（2013年4月 - 12月）担当、第2部のみレギュラーコメンテーター（2014年1月 - 2015年9月）、『LiLiCoのスポットライトDO-GA』（2015年10月 - 2016年11月）担当）、『ランキンリサーチ』（2016年12月 - 2017年3月）
- 藤森慎吾（オリエンタルラジオ）（2017年4月1日 - ）
- 丸山礼（2024年4月13日 - ）[27]

### 隔週で出演
- 向井慧（パンサー）（2021年4月10日 - ）[16]
- ニッチェ（2018年4月7日 - ）
- 横澤夏子（2016年4月9日 - ） - 2020年1月4日放送回を以て産休のため出演を一時休止していたが、同年5月9日放送回より復帰[7]。

### 3週ごとに出演
- 一ノ瀬颯（2021年4月3日 - ）[14]
- 八村倫太郎（2024年4月20日 - ）[27]
- 本田響矢（2025年4月5日 - ）[28]

### 天気キャスター
- 早瀬圭人（2024年10月5日 - ）

## 過去の主なレギュラー出演者

### 女性レギュラー
- 朝丘雪路（1996年4月6日 - 1997年9月27日）
- 神田うの（1996年4月6日 - 1997年9月27日）
- さとう珠緒（1997年10月4日 - 2003年3月29日、1998年3月28日まではレギュラーとして出演、1998年4月4日 - 2003年3月29日は司会者として出演）
- はな（1998年4月4日 - 2001年1月27日）
- 植松真美（2001年1月6日 - 9月29日）
- 落合砂央里（現・砂央里、2001年10月6日 - 2002年6月29日）
- はしのえみ（2000年4月1日 - 2014年3月29日、2001年10月6日 - 2002年3月30日までは第2部のみ、リポーターとしては1996年7月6日 - 2000年3月25日、2000年4月1日 - 2001年9月29日は「女王様のお買いもの」のみ出演）
- 森星（2014年1月11日 - 2015年6月6日） - 基本は第2部『森星のピカ1ガール』のみ出演。当初はVTRのみの出演だったが、不定期にスタジオ出演する場合がある。
- 鈴木あきえ（2013年5月11日 - 2017年9月30日、2007年2月3日 - 2016年9月24日はブランチリポーターも兼務していたが、2016年10月1日 - 2017年9月30日は買い物の達人・中継コーナー担当のレギュラー。）
- おかずクラブ（オカリナ・ゆいP）（2016年4月2日 - 2018年3月31日 、隔週出演）
- 渡辺早織（2017年10月7日 - 2019年9月28日、買い物の達人・中継コーナー担当のレギュラー）
- 石田ニコル（2017年4月8日 - 2021年3月13日[11]、2021年9月25日）[注 9][注 10]
- 大友花恋（2017年4月1日 - 2021年3月20日[12]、2021年9月11日）[注 9][注 10]
- 山本舞香（2017年4月15日 - 2021年3月27日[13]、2021年9月18日）[注 9][注 10]

### 男性レギュラー

#### メイン出演者
- 恵俊彰（ホンジャマカ）（1996年4月6日 - 2006年12月23日）
  - 1999年3月までは第1部のみ毎週出演、1999年4月から2004年3月までは第1部・第2部いずれも毎週出演、同年4月からは関根と1週交代で出演。2004年10月以降は平日昼帯の情報番組（『(特)情報とってもインサイト』→『きょう発プラス!』→『2時っチャオ!』）の総合司会担当のため、週によっては日曜夜の『J-SPORTS』→『J-SPO』と合わせて、1週間通してTBS系列の生番組に出演することがあった。
- 関根勤（1996年4月13日 - 2006年12月23日）
  - 2004年3月までは以下の4人と1週交代で出演、2004年4月からは恵と1週交代で出演、2008年4月から12月も第2部に限って不定期で出演していた。
- 渡部建（アンジャッシュ）（2017年4月 - 2020年6月6日）
  - 先述の通り、自身の不祥事に伴い降板[8]。
- 児嶋一哉（アンジャッシュ）（2018年4月7日 - 2023年9月30日 ）

#### 関根と1週交代で出演
- 小堺一機（1996年4月6日 - 1997年4月）
- 蛭子能収（1997年5月 - 1998年11月）
- 伊集院光（1998年12月 - 2001年1月）
- えなりかずき（2001年1月 - 2004年3月27日）

#### 1週交代で出演
- 斉藤祥太（2004年4月3日 - 2009年6月27日）
- 斉藤慶太（2004年4月3日 - 2009年6月27日）

#### 毎週出演
- 響（2009年1月10日 - 2009年4月4日）
- TKO（2009年4月18日 - 7月11日）
- パンサー（2013年7月6日 - 2016年3月26日 、基本は第2部のみ出演、ごく稀に第1部にも出演する場合がある。）
- 市川真人（2009年10月 - 2017年3月25日、早稲田大学文学学術院准教授） - Bookナビゲーターとして第1部オープニングと『ブックコーナー』のみ出演。
- 綾部祐二（ピース）（2016年4月2日 - 2017年3月25日、第2部のみ、ただし月に1度出演しない日がある）

#### 3週交代で出演
- 小関裕太（2021年4月3日 - 2024年3月30日）[14]
- 櫻井海音（2021年4月3日 - 2025年3月15日）[14]

### 天気キャスター
- 川津武大（2021年4月3日 - 2024年3月30日）[15]

### 中継リポーター
- 海砂利水魚（現・くりぃむしちゅー）（1996年5月 - 2000年3月25日）
- マンブルゴッチ（2000年4月1日 - 2000年9月）
- あさりど（2000年10月 - 2004年3月27日）
- 西崎ひろこ（1997年10月 - 1998年5月）
- 橋本愛（1998年10月 - 2000年3月25日）
- 岡部玲子（2000年4月1日 - 2000年9月）
- 佐藤まい子（2000年10月 - 2004年3月27日）

### コーナーレギュラー
- 田中要次（1996年4月6日 - 不明）王様のバイク隊のメンバー
- 松田哲夫（1996年4月6日 - 2001年9月、2002年10月 - 2009年9月）『ブックコーナー』担当
- こはたあつこ（1996年4月6日 - 2001年9月）映画コーナー担当
- 玉川美沙（1997年4月5日 - 2000年3月25日）エンタメMUSIC担当
- 船守さちこ（2000年4月1日 - 2002年3月）エンタメMUSIC担当
- 高野貴裕（TBSアナウンサー、2005年4月 - 2006年9月）熱血!DVD野郎担当。2008年8月16日の夏休み特別企画にも出演している。
- 蓮見孝之（TBSアナウンサー、2006年10月 - 2012年3月31日）ブラボー蓮見Presents 感ゲキ!DVDブラボー担当。
- 杉山真也（TBSアナウンサー、2012年4月7日 - 2014年3月29日）『エンタメTV』、『LiLiCoの感ゲキ!DVDブラボー』（2013年4月 - 12月）担当。コーナー終了後も2013年4月より1年間、番組全体の進行を担当。

## ブランチリポーター
本番組の顔ともいえる女性リポーター。新人や若手タレントが多く起用される。一時期BRAN-KO（ブラン娘）という愛称が付けられ、1998年には『BRAN-KO』としてCDデビューもした。開始当初は5人だったが徐々に人数が増え、2019年4月現在は12人体制。2005年5月以降は番組内でリポートのある者のみが出演する形をとっているが、それ以降全員が揃って出演したことは9 - 10人体制時に数回あっただけで、2007年2月に一時15人体制になってからは一度もない。出演頻度もリポーターによって偏りがあり、ほぼ毎週出るリポータ一もいれば、1ヶ月に1度 - 2度出るか、殆ど出演しないリポーターもいる。2009年以降は1回の放送で出演するリポーターは半分以下にとどまることが多い。なお、鈴木あきえはリポーターとしての活動はほぼ「買い物の達人」のみに絞っており、実質的にはレギュラーの立ち位置である。2017年10月7日から2021年3月6日まで、リポーターとしての卒業が1人もいなかった。

### 現在のリポーター

#### 2024年10月現在
- 小林麗菜（2015年10月10日 - ）
- 松元絵里花（2019年4月6日 - ）
- 鈴木美羽（2021年4月3日 - ）[15]
- 速瀬愛（2021年4月3日 - ）[15]
- 長谷川美月（2022年4月2日 - ）[29]
- 日向未来（2022年4月2日 - ）[29]
- 冴木柚葉（2022年4月2日 - ）[29]
- 榎本ゆいな（2022年4月2日 - ）[29]
- 阿部凜（2024年10月5日 - ）
- 菊池柚花（2024年10月5日 - ）
- 城戸内アカリ（2024年10月5日 - ）
- 畠中夢叶（2024年10月5日 - ）
- メーガン花子（2024年10月5日 - ）

### 過去に出演したリポーター

#### 50音順
- 蒼あんな・れいな（2009年7月18日 - 2012年3月31日）
- 青木英李（2009年7月18日 - 2016年3月26日）
- 浅倉結希（2011年4月2日 - 2013年12月14日）
- あすか（2012年4月7日 - 2013年12月21日）
- 赤嶺寿乃（2000年4月1日 - 2001年1月27日）
- 茜ゆりか（2009年7月18日 - 2013年8月31日）
- 阿部美穂子（1998年4月4日 - 2000年3月25日）
- アマンダ（2011年4月2日 - 2014年10月25日）
- 雨宮朋絵（1997年4月5日 - 2001年6月30日）
- 一宮里絵（1997年4月5日 - 1998年3月28日）
- 稲田奈穂（現・稲田奈緒、1996年10月5日 - 1998年3月28日）
- 井原由希（1996年10月5日 - 1997年3月29日）
- 英里子（2014年1月11日 - 2017年9月30日）
- 英玲奈（2006年4月1日 - 2012年3月31日）
- 岡田サリオ（2015年10月10日 - 2017年9月30日）
- 大沢ひかる（2014年1月11日 - 2016年3月26日）
- 大島璃乃（2022年4月2日 - 2024年9月28日）[29]
- 太田希望（2014年1月11日 - 2015年1月10日）
- おおつか麗衣（2008年2月2日 - 2011年3月26日）
- 小川エリカ（2002年4月6日 - 2004年1月31日）
- 小川ももえ（2012年4月7日 - 2013年8月31日）
- 金田美香（2003年7月5日 - 2008年6月28日）
- 上良早紀（2000年10月7日 - 2001年9月29日）
- 河合ふゆみ（2000年4月1日 - 2001年1月27日）
- 川瀬良子（2002年10月5日 - 2004年9月25日）
- 神崎恵（1996年4月6日 - 1996年6月29日）
- Karen（2012年4月7日 - 2013年12月21日）
- 岸本ゆきえ（2001年10月6日 - 2003年12月27日）
- 北原奈々子（1997年10月4日 - 1998年9月26日）
- きなこ（2021年4月3日 - 2024年9月28日 ) [15]
- 黒木ひかり（2021年4月3日 - 2024年9月28日）[15]
- 黒住祐子（1996年4月6日 - 1996年6月29日）
- 熊井友理奈（2015年10月10日 - 2021年3月27日）[13]
- 小泉遥（2017年10月7日 - 2022年3月26日）
- 小室ゆら（2017年10月7日 - 2022年3月26日）
- 小塚つかさ（現：桃瀬ツカサ、2007年2月3日 - 2008年3月29日）
- 小林寛子（現：SatomI、1998年10月3日 - 1999年6月26日）
- 小町桃子（2005年5月7日 - 2006年3月25日）
- 紗綾（2014年1月11日 - 2015年9月26日）
- 齋藤明里（2015年10月10日 - 2021年3月13日）[11]
- 坂井ひろみ（1998年10月3日 - 2000年9月30日）
- 坂下千里子（1997年4月5日 - 2000年3月25日）
- 櫻井ゆりの（2014年1月11日 - 2016年3月26日）
- 笹峰愛（現：笹峯愛、1996年7月6日 - 1998年3月28日）
- 坂ノ上茜（2017年10月7日 - 2021年3月27日）[13]
- 佐藤弥生（2004年2月7日 - 2008年3月29日）
- 清水あき（2001年1月6日 - 2002年3月30日）
- 清水芹夏（2011年4月2日 - 2012年3月31日）
- 白石知世（2006年4月1日 - 2007年12月29日）
- 白石みき（2003年11月1日 - 2008年12月27日）
- 鈴木あきえ（リポーターとしての出演は2007年2月3日 - 2013年5月4日、2013年5月11日 - 2016年9月24日はリポーター兼レギュラーとしての出演である。）
- 鈴元まい（2019年4月6日 - 2021年3月20日）[12]
- 曽根由希江（2007年2月3日 - 2013年8月31日）
- 高田夏帆（2015年10月10日 - 2022年3月26日）
- 高柳愛実（2015年10月10日 - 2021年3月20日）[12]
- 高橋のりえ（2001年10月6日 - 2002年3月30日）
- 竹井美咲（2003年11月1日 - 2005年10月）
- 竹内佳菜子（2012年4月7日 - 2016年3月26日）
- 立川絵理（2004年10月2日 - 2007年12月29日）
- 田中恵理（現：たなかえり、1998年4月4日 - 2000年3月25日）
- 谷ちあき（現：ちあき、2008年2月2日 - 2010年6月5日）
- 淡輪優希（2014年1月11日 - 2015年9月26日）
- 寺田ちひろ（2011年4月2日 - 2016年3月26日）
- 友田安紀（1998年4月4日 - 2001年1月）
- 中井愛梨（2011年4月2日 - 2012年3月31日）
- 中川翔子（2005年5月7日 - 2006年3月25日）
- 中越典子（2000年4月1日 - 2002年1月）
- 中島亜莉沙（2014年1月11日 - 2015年9月26日）
- 中村明花（2007年2月3日 - 2011年3月26日）
- 中村優（2006年4月1日 - 2009年7月4日）
- 中森友香（1996年4月6日 - 1997年3月）
- 新妻聖子（2002年1月5日 - 2003年6月）
- 仁科仁美（2005年5月7日 - 2006年3月25日）
- 野仲美貴（2001年10月6日 - 2003年10月）
- 橋野恵美（現：はしのえみ、リポーターとしての出演は1996年7月6日 - 2000年3月25日）
- 長谷部瞳（2007年2月3日 -2009年7月11日 ）
- 八田亜矢子（2006年4月1日 - 2007年12月29日）
- 早川真理恵（2012年4月7日 - 2015年9月26日）
- 玄里（2009年7月18日 - 2012年3月31日）
- 平塚奈菜（2006年4月1日 - 2008年3月29日）
- 藤井サチ（2017年10月7日 - 2021年3月27日）[13]
- 福井仁美（2008年2月2日 - 2015年9月26日）
- 古川麻耶（2004年10月2日 - 2005年4月30日）
- 細野由華（2003年7月5日 - 2005年4月30日）
- 松井友香（1997年6月7日 - 1997年9月27日）
- 松田樹里（2001年1月6日 - 2001年9月29日）
- 松本愛（2015年10月10日 - 2017年9月30日）
- 麻里奈（2009年7月18日 - 2013年12月21日）
- 水野裕子（2000年4月1日 - 2002年9月28日）
- 村上由美子（1996年10月5日 - 1997年9月27日）
- もりちえみ（2008年2月2日 - 2010年8月28日）
- 森山愛子（2005年5月7日 - 2012年3月31日）
- 森山佐記子（1997年10月4日 - 1998年3月28日）
- 諸岡愛美（2004年2月7日 - 2006年3月25日）
- 安めぐみ（2002年4月6日 - 2002年12月28日）
- 山口あゆみ（2001年10月6日 - 2003年10月25日）
- 山田菜々（2017年10月7日 - 2021年3月13日）[11]
- 山口日記（現・日記、2001年1月6日 - 9月29日）
- 湯原麻利絵（2001年8月4日 - 2003年6月28日）
- ゆりん（2003年1月11日 - 2004年9月25日）
- 吉田真紀（1996年4月6日 - 9月28日）
- 吉本多香美（1996年4月6日 - 9月28日）
- 莉奈（2015年10月10日 - 2017年9月30日）
- 渡辺志穂（2008年2月2日 - 2013年8月31日）

## タイムテーブル

### 2024年2月10日現在
| 時刻                   | 内容                                                            | 備考 |
| 第1部（9:30 - 11:45）  | 第1部（9:30 - 11:45）                                           | 第1部（9:30 - 11:45）                                                                                                  |
| ---------------------- | --------------------------------------------------------------- | --- |
| 9:30                   | スタート                                                        | |
| 9:31頃                 | 第1部オープニング                                               | |
| 9:33頃                 | エンタメランキング                                              | |
| 9:50頃                 | TVコーナー 特集コーナー X (旧Twitter)つぶやかれた番組ランキング | |
| 10:20頃                | 週末トラベル                                                    | |
| 10:40頃                | 映画コーナー                                                    | |
| 11:08頃                | ブックランキング ブックコーナー・特集                           | 11:39頃に『ブランチショッピング』を内包。 北海道放送は11:28頃のCM直前に飛び降り。                                      |
| 11:40頃                | プレゼントクイズ                                                | |
| 11:41.30頃             | 第1部エンディング                                               | TBSテレビ・テレビ山梨・RSK山陽放送・RKB毎日放送以外のネット局はここで飛び降り （制作著作テロップなどは表示されない）。 |
| 11:45                  | JNN NEWS                                                        | TBSテレビ・テレビ山梨・RSK山陽放送・RKB毎日放送は「中断」扱いとなり、それ以外は単独番組扱いとなる。                    |
| 第2部（11:59 - 14:00） |                                                                 | |
| 11:59                  | 第2部オープニング                                               | この時間からはTBSテレビ・北海道放送・テレビ山梨・RSK山陽放送・RKB毎日放送の5局で放送。                                 |
| 12:00頃                | グルメコーナー                                                  | |
| 12:20頃                | #（ハッシュタグ）トレンド部                                     | |
| 12:40頃                | 買い物の達人                                                    | |
| 13:03頃                | 語りたいほどマンガ好き                                          | |
| 13:20頃                | 物件リサーチ ランキンリサーチ                                   | |
| 13:50頃                | BRUNCH WEATHER NEWS                                             | |
| 13:53頃                | 来週の予告                                                      | |
| 13:58.30頃             | エンディング・番組終了                                          | |

## コーナー紹介

### ブックコーナー
出版界の最新情報、ランキングを紹介するコーナー。
- 今週のランキング
- 特集コーナー（リポーター1人が週替わりで担当）

### TVコーナー
TBSの番組を深く掘り下げて紹介するコーナー。2013年5月25日から「エンタメ デミダス」、「独占!デミダス」、「テレビコーナー」をまとめて統合したコーナー。2009年4月4日より「エンタメーノ」から改題リニューアル、2013年5月11日まではタイトルが「エンタメ デミダス」だった。2014年9月まではタイトルが「テレビコーナー」だった。また、2014年11月から「エンタメ気になーる」が開始した。2017年2月現在は「F1エンタメランキング」というコーナー名で9時台冒頭に放送し、TVコーナーとは分離している。
- 特集コーナー
  - 番組の企画や放送中のドラマにスポットを当てた特集が多い。新ドラマ特集の際は撮影現場にリポーターが赴いたり、主要キャストがスタジオに生出演してインタビューする。
- TBS番組ランキング
  - 番組をダイジェストで放送（ワイプは肖像権の都合でモザイク処理、ニュース・情報番組や『爆報! THE フライデー』など一部番組はスポーツ関連を除いて諸事情からオープニングのみ流し割愛）。長らくTBS瞬間最高視聴率ランキングを放送していたが、個人視聴率の導入に伴い2020年春からはTwitterでのTBSの番組に関連した放送中のつぶやきを元にランキング化した「つぶやかれた番組ランキング」に変更。

### こはたあつこの映画コーナー → LiLiCoの@（あ）っとムービー → 映画コーナー
1996年4月の放送開始当初からあり、1996年の番組第1回から同じタイトルで続くコーナーはこれだけである（一時、コーナー名を改称）。初代コメンテーターは、FMヨコハマなどでDJとして活躍していたこはたあつこ。後に2代目コメンテーターとして、LiLiCoが登場。毎回上映される映画作品を詳しく紹介する。そのほか週ごとの劇場興行収入成績ランキング（週刊興行新聞調べ）を発表する。こはたの後継としてLiLiCoが就任した当初は「LiLiCoの@（あ）っとムービー」とコーナータイトルが付いていたが、2015年1月からはこはた時代の「映画コーナー」に再び戻された。こはた時代には、番組本も出版された（王様のブランチ映画本―あっちゃんのスーパー・ミーハー・インタビュー）。

### ランキンリサーチ
2016年12月からスタート。さまざまなジャンルの商品のランキングを紹介するコーナー。レギュラーが予想に参加し、食品系のランキングで1位を当てると、試食とランキング内の商品を全て持ち帰ることが出来る。2017年3月まではLiLiCoが進行担当であった。2017年4月からはリポータ一が週替わりで進行を担当する。

### ブランチショッピング
TBS系列のテレショップ部門「TBS ishop」と連動した通信販売コーナー。2004年4月からはブランチリポーターが週替わりで3人登場し、商品の紹介を行う。略称は「ブラショ」。
2004年3月以前は駒田健吾と外山惠理（いずれもTBSアナウンサー）のコンビで、その後あさりどと佐藤まい子の3人でコーナーを担当していた。

### BRUNCH WEATHER NEWS
2部の午後1時台後半に放送。関東のみ、このコーナーに限りスポンサーがついている。
男性タレント（気象予報士ではない）が、関東の当日と翌日、週間予報を伝える。連休前や台風接近時など臨時に全国の予報と週間予報を伝えることもある。
番組開始当初から数年間は番組前半の11:30頃に関東周辺の予報だけを伝えており、台風接近や連休直前といった日に限り、全国の予報も伝えることがあった。その後、コーナーが2部の午後1時台後半にも設定され、予報CGのデザイン変更、予報エリアの範囲拡大などもなされる。そのさらに数年後には予報のCG画面や予報エリアの範囲が再度変更となる。2017年頃から午前の気象情報は廃止（昼のJNNニュース内に移行）され、午後のみとなる。
なお、2010年9月18日までは番組独自キャラクターを用いた「ブランチ・ランチの天気予報」として放送。

#### 進行順及びコーナー内容
- 外の様子（お天気カメラ）
- 全国の今日の予報と気温
- 全国の月曜日までの予報
- 今日の関東地方のポイント
- 関東・山梨の今日の予報と気温
- 関東・山梨の明日の予報
- 宇都宮・熊谷・東京・横浜の週間予報

### 買い物の達人
2008年10月レギュラー化。それ以前も不定期に放送。
ゲストに買い物の資金10万円が与えられ、予め決められたNGワードを1回言う度に5000円減額される。一時期「買い物中は質問には正直に答えなければいけない」というルールが加わったが、すぐなくなった。
減額された分はゲストはどうしても欲しい商品だけを選び、残りの商品は視聴者プレゼントになる（NGワードを10回言うとゲストのお宝を視聴者プレゼント、20回以上はゲストへの商品はなし、全て視聴者プレゼントになる）。
2009年8月1日放送分（ゲスト：泉谷しげる）からゲストがクイズやゲームを成功すれば2万円もらえるが、失敗するとNGワードが増えてしまうボーナスチャンスがスタートした。
開始当初の案内人はローテーション制で現在もそれは変わらないが、鈴木あきえが案内人を担当する回が2009年から圧倒的に多い。
2015年になってからはほぼ毎週彼女が担当している。
2016年1月9日放送分で、堂本剛作詞・作曲テーマソング「偉魂」が発表され、翌週分から随所でこれがかかる。
2016年1月23日放送分別冊・王様のブランチでは普段案内人を担当している鈴木あきえがゲスト側に回った。（この回の案内人は小林麗菜が担当）
2016年12月3日放送分からNGワードが廃止され、当てた数×10000円分の商品が持ち帰ることができる運試しダーツを使用するようになった。
2024年3月現在、最多出演ゲストは計10回出演の田中圭。

### 物件リサーチ
2016年6月より開始。おかずクラブ・横澤夏子とブランチリポーターが新築マンション・アパートを見学、月極家賃を予想するクイズ企画で、2004年 - 2008年に放送された『ルームリサーチ』、2014年 - 2016年3月に放送された『サンキュー！ハウマッチ』のリメイク版と言える。1本目はおかずクラブと横澤夏子が家賃を予想。2本目はレギュラーの鈴木、笹川(笹川はアナウンサーチームとしての参加)が物件の家賃を予想。

### エンタメシャッフル
一時期はエンタメコーナーは廃止されたが、2014年6月21日より「エンタメ・サンキュー!」という名前で第2部の冒頭でエンタメコーナーが復活した。2015年4月からはランキング形式でエンタメ情報を取り上げるようになった。2017年2月現在では「エンタメシャッフル」というコーナー名である。同名のコーナーは午前で「F1エンタメランキング」(として放送されている。

### #（ハッシュタグ）トレンド部
2016年9月3日より開始。Instagramで話題の場所や人物・事柄を検索することでその話題を藤森慎吾と女性ゲストと進行役のマネージャー（ブランチリポーター）で掘り下げていくコーナー。2017年3月までは綾部祐二がトレンド部長であった。

### 王様のデザート
厳密に言えば番組コーナーではなく、ステーションブレイク内で放送されるミニ番組。番組が終了した13:58:30 - 13:59:30の60秒間（場合によっては13:58:30 - 14:00:00の90秒間、2009年3月14日には終了時間14:00を超えて14:00.30までの120秒間の編成となった）、TBSのみで放送される。「ブランチのあとはデザート」のオープニングで始まる。種々の企業のインフォマーシャルとなっている。2020年10月から2021年までの出演者は、青木英李、寺田ちひろで不定期交替で毎週1名が出演する。2021年から現在のリポーターが務めている。

## 過去のコーナー
- レジャーコーナー（1996年4月6日 - 2006年12月23日）
- 食コーナー（1996年4月6日 - 2006年12月23日）
- 王様の探しもの（1996年4月6日 - 不明）
- 中継コーナー（1996年 - 2001年3月31日）
- CDTVリピート!（1996年4月6日 - 2004年9月25日）
- 街コーナー（1997年4月5日 - 1998年3月28日）
- boom up（1997年4月5日 - 2002年9月28日）
- エンタメMUSIC（1997年4月5日 - 2001年7月28日）
- ブランチ隊（1998年4月4日 - 2001年12月22日）
- ブランチStyle（2001年4月7日 - 2002年3月30日）
- ブランチメディア特捜部（2001年10月6日 - 2006年12月23日）
- わがままおでかけナビ（2002年1月5日 - 2002年9月28日）
- 王様のリサーチ（2002年1月5日 - 2002年3月30日）
- 赤坂研究所（2002年4月6日 - 2002年9月28日）
- コンビニニューカマー（2002年6月1日 - 2002年9月28日）
- 王様のランキング（2002年10月5日 - 2005年3月26日）
- DVD将軍（2002年10月5日 - 2004年3月27日）
- DVD Village（2004年4月3日 - 2005年3月26日）
- 優香のキラキラみっけ（2004年4月3日 - 2004年7月31日）
- 夜遊び番長が行く!（2004年11月6日 - 2005年10月29日）
- Brunch new Catch（2005年4月2日 - 2006年12月23日）
- 熱血!DVD野郎（2005年4月2日 - 2006年9月30日）
- 夜遊び番長season2（2005年11月5日 - 2006年12月23日）
- トラベルガイド（2007年1月6日 - 2008年3月29日）
- 女王様のお買いもの（1998年4月4日 - 2013年8月31日）
  - 2007年4月からハイビジョン化、2008年10月からは「トレンド@ちゃんねる」コーナー内で不定期放送。ふかわりょうのサービスエリアめぐり等一部シリーズ化した企画もあった。
- ルームリサーチ（2004年 - 2008年9月27日）
- ブランチ流（2007年1月6日 - 2008年9月27日）
- デートmaster→（2007年1月6日 - 2008年9月27日）
- グルメガイド（2007年1月6日 - 2009年7月25日）
- 小林麻耶のエンタメーノ（2008年4月5日 - 2009年3月28日）2008年3月21日,28日は小林の冠を外した「エンタメーノ」として出水アナが担当
- 笑いの王様（2008年10月4日 - 2009年10月31日）
- ブランチおすすめディズニーナビ（2003年1月11日 - 2010年3月27日）
- Brunch music Box（2008年4月5日 - 2009年9月26日）
- ジャックと豆知識（2010年4月3日 - 2013年4月27日）
- アプリサーチ（2010年4月3日 - 2015年7月4日）
- トレンド@ちゃんねる（2008年10月4日 - 2013年8月31日）最新の流行りものを紹介する。
- キキカジ☆フラッシュ→王様のブランチ・今週の芸能情報→旬ねた（2007年4月7日 - 2013年6月29日）
- サンキュー!ディズニー（2013年7月6日 - 2013年9月28日）
- なりゆき女子デート（2013年10月5日 - 2013年12月28日）
- 感ゲキ!DVDブラボー→LiLiCoのDVDブラボー（2006年10月7日 - 2013年12月28日）
- 旅っちゃう!?（2014年1月11日 - 2014年10月25日）
- 森星のピカ1ガール（2014年1月11日 - 2015年6月6日）
- トレンドコーナー（2015年6月13日 - 2015年9月26日）森星が降板したことによる「森星のピカ1ガール」の事実上後継コーナー。森星のポジションは週替わりで変わっていた。（主にハリセンボンの近藤春菜、大倉士門、けみお等が担当した。)
- キングオブスポット検索（2015年7月4日 - 2016年3月26日）
- ブランチニュース（2015年10月3日 - 2016年3月26日）
- サンキュー！ハウマッチ（2014年7月5日 - 2016年3月26日）
- LiLiCoのスポットライトDO-GA（2015年10月3日 - 2016年11月26日）
- 王様のホットワード（2016年4月2日 - 2016年11月26日）
- 新川優愛のハウツーブックン（2016年4月2日 - 2016年8月27日）
- 王様のグルメアワード（2016年4月2日 - 2016年6月25日）
- 綾部、○○詳しいってよ（2016年5月7日 - 2016年8月27日）
- アグレッシブ烈子（2016年4月2日 ｰ 2018年3月31日）

## スタッフ

### 現在のスタッフ（2025年7月5日以降）
- 構成 - 野村正浩・あべ、村田勢津子、ひぐちひろき、竹尾明子、北島レイ、栗原淳子、小林正和、大熊智、森下剛士、村城大輔、奥山聡紀
- ナレーター - 田中秀幸、満仲由紀子、服部潤、DJ TARO
- TM - 八木真一郎
- TD - 斉(齊)藤美由紀、徳武正裕（共に以前はカメラ、斉藤→ロケはSW）【週替り】
- カメラ - 三上茉梨、諏訪健太、村松宏樹【週替り】
- 音声 - 伊藤璃子、深田瑠美子、長井愛美【週替り】
- 照明 - 加藤由美子、荻原小桃、小野寺伸一（荻原→一時離脱→復帰）【週替り】
- VE - 北澤希美、浦里麻也、福田哲史、前川千里、中山光典、大竹蒼空【週替り】
- 音響効果 - 高橋秀治
- バーチャル - 坂田昌也、都地広一郎、吉川久朝、工藤理恵、田中勇翔、清野任晶、池田翔（都地・工藤・池田→以前はCG、工藤・池田→一時離脱）【週替り】
- TK - 岩橋千枝、長谷川道子（長谷川→一時離脱→復帰）【週替り】
- 美術プロデューサー - 高田太郎
- 美術デザイン - 田路健斗
- 美術ディレクター - 鈴木康裕、矢納采佳（共に以前は美術制作）
- 装置 - 岡野浩典
- 操作 - 丹治芳史
- 装飾 - 東山浩美
- 電飾 - 岩田苑子
- 花装飾 - 東田佳世
- 衣裳 - 岡崎貴子
- 美術・技術協力 - TBS ACT（旧 東通・TBSテックス[30]・アックス）
- 技術協力 - TBSスパークル（旧：東放制作→エフエフ東放）、Style-0
- リサーチ - cheerio
- 制作協力 - Oi Corporation、スペード・ワン、TRIM、TBSスパークル（2018年12月22日までは「JOB X」と表記された）、74、weather map
- 編成 - 川島優子、渡邉晏夏（川島→一時離脱→復帰）
- 配信 - 山田碧（2025年2月8日 - ）
- デスク - 杉川詠美
- 制作進行 - 二宮夏菜子（2025年5月17日 - ）
- アシスタントプロデューサー - 小泉奈菜子、宮崎李那、柴崎裕里香（宮崎→2021年4月 - 、柴崎→2025年5月3日 - ）
- ディレクター - 和佐田幸弘・大窪寿弥・阿部紘孝・加納駿（スペード・ワン）、佐藤友香・門脇里江・三浦梓・穂苅愛香（オイコーポレーション）、滝川義子、大谷裕、武田竜太、東海林和美・金子佳苗・永井菜津美（TBSスパークル）、山崎剛、須田康介、玉上義亮、佐々木裕介、河江淳助、斉藤純一（74）、安川夕子、田村裕之、原さなえ、吉村南美、渡邊美紀、佐竹つばさ、上泉里渚、松林大輝、松川茉央、石川祐衣（佐藤・武田→以前はディレクター→総合演出、玉上・佐々木→一時期演出の回あり）
- 演出 - 古谷智史（スペード・ワン、以前はディレクター）
- 総合演出 - 三浦進（オイコーポレーション、以前はディレクター→演出）
- 制作プロデューサー - 落合芳行（2021年10月 - ）
- プロデューサー - 寺田裕樹（以前は編成）、荻谷尚史、伊藤隆大、二上貴文（オイコーポレーション、以前はディレクター）、松原由昌（荻谷→2023年7月15日 - 、伊藤・松原→2025年7月5日 - 、寺田〜伊藤・松原以外→以前は担当プロデューサー）
- 制作 - TBSテレビ情報制作局情報二部（以前は制作局制作二部）
- 製作著作 - TBS

### 過去のスタッフ
- 構成 - 鶴間政行、高橋秀樹、つかはら、成島正浩、高山秀敏、一条雅裕、かながわIQ、播田ナオミ、大野剛、青島利幸、古川順一、小池正宏、村上知行、望月佐一郎、竹村武司、今井すゞ奈、岩崎元哉、木野聡
- チーフプロデューサー - 谷澤美和（2020年10月3日 - 2021年9月）
- プロデューサー - 中野匡人、富田瑞穂、森隆志（森→以前はディレクター）、王堂健一、高橋一晃（高橋→以前は演出）、満田尚子、岩村隆史、篠塚純（篠塚→2018年5月頃 - 2019年6月）、平賀渉、齋藤祐佳子（齋藤→以前はディレクター►アシスタントプロデューサー）、池田尚弘（池田→2022年10月8日 - 2023年6月、以前は編成→一時離脱►担当プロデューサー）、大塚麻衣（大塚→2022年10月8日 - 2023年6月、以前はディレクター►担当プロデューサー）、福島伸浩（福島→以前は担当プロデューサー）、小杉菜穂子（小杉→2023年7月29日 - 2025年7月）、藤塚基広（藤塚→2021年1月 - 2025年7月）
- 担当プロデューサー - 嵯峨祥平（2021年1月 - ）
- アシスタントプロデューサー - 高倉智美、溜渕あゆみ（溜渕→2017年9月2日 - 2019年6月）、中岡恵（中岡→2022年10月1日 - ）、菅原真由美（菅原→2016年12月 - 2024年8月）、朝稲千琴（朝稲→2024年10月5日 - 2025年4月）
- ぶぶたすプロデューサー - 安江圭（以前はメディアプロデューサー）
- デスク - 石関幸子
- 制作進行 - 原川七海（2024年4月6日 - 2025年5月24日）
- 総合演出 - 高岡猛（2023年8月5日 - 2025年7月、以前はディレクター→演出）
- 演出 - 水野剛寿、坂本香織、清水徹郎（坂本・清水→以前はディレクター）
- ディレクター - 小野喜世仁、古川愛、相馬信雄、森一文、小森博和、村田義彦、富樫泰章、儀武良、本橋亜土、金子泰祐、山谷菜穂子、藤原直軌、大橋洋一、佐藤香織、西川麻美、鈴木伸明、本間義彬、黒木美和子、木田慎也、金谷伯孝、四栁有美、井上智江、金成伊、粕谷諒介・三國治（TBSスパークル、三國→一時期演出の回あり）、稲垣真穂、松下創、唐澤弦志、渡部裕子、美和千寿子、森田敦士・宮後忠典（74）、市橋龍伸（スペード・ワン）、市万田康希、上原由伊、早川もも、梶原未来、犬塚さくら／原章郎、鈴木闘匠
- ナレーター - 山崎岳彦（2022年4月23日）、塩山由佳（2022年8月20日）、銀河万丈（2022年10月29日）、真地勇志（2023年3月11日・2024年7月27日）
- TM - 金澤健一、榎芳栄、田中浩征
- TD - 木口泰志、大蔵聡（大蔵→以前はカメラ、一時離脱→復帰）
- 技術 - 南賢治
- カメラ - 高濱成生、山本竜也
- 音声 - 小山太、山羽稔、山田学、藤井忍、井上奈央子、西偲伸、松浦絵理
- 照明 - 長沼賢治、梨本茂、鈴木英敬、紺野淳一
- VE - 後藤静香、荒井秀訓、沖田祐貴、青木智奈未、深澤愛梨、伊深拓也、田中香鈴、佐藤希美、平子勝隆、金子明通、木野内洋、對間敏文、宮本民雄（佐藤・平子→一時離脱→復帰）
- MA - 山下諒
- 音響効果 - 太田誠也、長谷川尚矢
- バーチャル - 岩屋朝仁、風間大介（共に以前はCG）
- TK - 飯塚愛美
- 美術プロデューサー - 金子俊彦、坂根洋子（坂根→以前は美術デザイン）、岡嶋正浩
- 美術デザイン - 中川日向子、中村綾香、谷佳奈恵、西出衣織
- 美術ディレクター - 高岸夕葵（以前は美術制作）、宮本旭
- 美術制作 - 中川広美、藤田なつみ
- 装置 - 木村毅、市川喜吉
- 操作 - 楢田祥之（以前は装置）、小林健
- 装飾 - 飯島義次
- 電飾 - 金坂雅之、芹沢茂明、田上友里
- CG - 服部泰仁、梅澤智仁、森三平
- メカシステム - 大谷圭一、濱口利行
- 持道具 - 貞中照美、岩本美徳、小澤友香、宮路かすみ
- 花装飾 - 菊地起矢、柳美帆、村佳子
- 化粧 - 遠藤美香子
- メイク - アーツ
- 編成 - 秤淳一郎、時松隆吉、加藤丈博、青木伸介、松本佳奈子、平岡紗哉、森岡梢、中野翔貴（平岡→一時離脱→復帰、森岡→以前はプロデューサー→担当プロデューサー、一時離脱→復帰）
- 配信 - 保坂龍之助（2022年4月9日 - 2023年8月）、新川康朗（2023年7月15日 - 2024年6月）、川元崇史（2024年7月6日 - 2025年2月1日）
- 制作協力 - NEXT ONE、レジスタエックスワン（2008年2月23日までは「x1」と表記された）、PLAZA、TBSトライメディア
- 製作著作 - BS-TBS（BS-TBSでの放送が休止の場合は製作に参加しない）

## ネット局

### 現在のネット局
- ◎…フルネット
- ○…同時ネットではあるが、◎に加え、ローカル枠の1枠目（11:30 - 11:45）の差し替えを行使
  - 2016年7月2日から第1部の末尾15分（11:30 - 11:45）に1枠目のローカル枠が設けられ、現時点で唯一北海道放送のみ同枠内で道内の天気予報（11:30 - 11:35）と「キユーピー3分クッキング」（CBCテレビ版、11:35 - 11:45）を放送。また同日から第2部も◎となったが、HBCではローカル放送を行う際は×となる。詳細は表の備考欄を参照。
- ×…非ネット
- 2023年4月時点で、JNN NEWSから飛び乗り第2部のみ放送する局は存在しない。[要出典]

#### 2023年4月2日から
| 放送対象地域   | 放送局                    | 系列    | 放送時間           | 放送時間            | 備考 |
| 放送対象地域   | 放送局                    | 系列    | 第1部 9:30 - 11:59 | 第2部 11:59 - 14:00 | 備考 |
| -------------- | ------------------------- | ------- | ------------------ | ------------------- | --- |
| 関東広域圏     | TBSテレビ（TBS）          | TBS系列 | ◎                  | ◎                   | 【制作局】 |
| 山梨県         | テレビ山梨（UTY）         | TBS系列 | ◎                  | ◎                   | - 2021年10月2日から第2部を◎に変更。 |
| 岡山県・香川県 | RSKテレビ（RSK）          | TBS系列 | ◎                  | ◎                   | - 放送開始以来のネット局で、1998年4月4日 - 2004年3月27日、2005年4月2日 - 2007年3月31日の期間は第2部も◎。 - 2010年3月27日から第2部を◎に変更。 - 毎年12月第4週の『山陽女子ロードレース中継』（9:55 - 11:24）が重なった場合は第1部を、第2部の時間帯を毎年4月上旬に開催の「オランダおイネ花まつり」の着物パレード生中継特番「着物パレード生中継!オランダおイネ花まつり」（13:00 - 13:30）を放送する日は何れも臨時に×に変更。 |
| 福岡県         | RKB毎日放送（RKB）        | TBS系列 | ◎                  | ◎                   | - 1999年10月からネット開始、2011年3月26日までは第2部のみ◎。 - 2011年4月9日から第1部を◎に変更。 |
| 北海道         | 北海道放送（HBC）         | TBS系列 | ○                  | ◎                   | - 2005年4月から2016年6月25日までは第1部のみ◎、2001年4月から2005年3月、2008年12月13日のみ第2部も◎。 - 2016年7月2日から第1部は○、第2部は◎に各々変更。 - 2020年7月25日から不定期で過去3回放送した同番組の北海道版となるローカル情報番組『ブラキタ ～ブランチ ホッカイドウ～』が第2部の時間帯に月一度のレギュラー放送となったため、放送日の最終土曜日 は×に変更。2024年４月からは『サタブラ ～サタデー ブランチ～』が最終土曜日放送。ただ初回は４月13日、2回目は5月18日、2024年12月は14日に放送。 - 11:35 - 11:45は『キユーピー3分クッキング』（CBCテレビ版）に差し替え。 |
| 山形県         | テレビユー山形（TUY）     | TBS系列 | ◎                  | ×                   | - 2006年4月から第1部を◎に変更。 |
| 宮城県         | 東北放送（tbc）           | TBS系列 | ◎                  | ×                   | - 2020年4月4日から第1部は◎に、第2部は×に各々変更。 - 12:00 - 12:10は『キユーピー3分クッキング』（CBCテレビ版）を放送。 - 1997年10月4日 - 2020年3月28日までは第2部のみ◎。 |
| 福島県         | テレビユー福島（TUF）     | TBS系列 | ◎                  | ×                   | - 12:00 - 12:10は『キユーピー3分クッキング』（CBCテレビ版）を放送。 - 2005年4月から2016年6月までは第1部のみ◎、2001年4月から2005年3月、2008年12月13日のみ第2部も◎。 |
| 新潟県         | 新潟放送（BSN）           | TBS系列 | ◎                  | ×                   | - 2018年4月7日から第1部は◎に、第2部は×に各々変更。 - 第2部の時間帯は『キユーピー3分クッキング』（CBCテレビ版、12:00 - 12:10）、ローカル情報番組『なじラテ。』（12:10 - 14:00）を各々放送。 - 1998年4月 - 2017年3月25日まで第2部のみ◎。 |
| 長野県         | 信越放送（SBC）           | TBS系列 | ◎                  | ×                   | - 第2部の時間帯は『キユーピー3分クッキング』（CBCテレビ版、12:00 - 12:10）を放送。 - 2008年4月26日に北京オリンピック聖火リレー中継のため、『キユーピー3分クッキング』（CBCテレビ版）を臨時に15:50 - 16:00に枠移動して、第1部・第2部を臨時に◎に変更。 |
| 静岡県         | 静岡放送（SBS）           | TBS系列 | ◎                  | ×                   | - 第2部の時間帯は『キユーピー3分クッキング』（CBCテレビ版、12:00 - 12:10）を放送。 - 毎年12月上旬の第一土曜日に『しずおか市町対抗駅伝』（9:25 - 11:45・12:00 - 12:50）放送時は第1部を臨時に×に変更。 |
| 富山県         | チューリップテレビ（TUT） | TBS系列 | ◎                  | ×                   | |
| 石川県         | 北陸放送（MRO）           | TBS系列 | ◎                  | ×                   | - 第2部の時間帯は『キユーピー3分クッキング』（CBCテレビ版、12:00 - 12:10）を放送。 |
| 島根県・鳥取県 | 山陰放送（BSS）           | TBS系列 | ◎                  | ×                   | - 2021年4月3日から第1部を◎に変更。 - 第2部の時間帯はローカル情報番組『Bang!+』（12:00 - 13:00）を放送。 - 毎年7月第4週に開催される『全国高等学校野球選手権島根大会 準決勝・決勝戦』（9:55 - 11:45）を放送する日（土曜日と重なる場合のみ）は第1部を臨時×に変更。 |
| 広島県         | 中国放送（RCC）           | TBS系列 | ◎                  | ×                   | - 第2部の時間帯はローカルバラエティ番組『アインシュタインの出没!ひな壇団』（12:00 - 13:00）を放送。 - 毎年5月3日の『ひろしまフラワーフェスティバル･花のパレード中継』及び8月6日の8時台の『広島平和記念式典中継』による特別編成と重なった場合は何れも第1部を臨時×に変更。 - 2005年4月から2016年6月までは第1部のみ◎。2001年4月から2005年3月、2008年12月13日のみ第2部も◎。 |
| 愛媛県         | あいテレビ（itv）         | TBS系列 | ◎                  | ×                   | - 2005年4月から2016年6月までは第1部のみ◎。 - 2001年4月から2005年3月、2008年12月13日のみ第2部も◎。 |
| 長崎県         | 長崎放送（NBC）           | TBS系列 | ◎                  | ×                   | - 2021年3月27日までと2022年10月1日からは第1部のみ◎。 - 2021年4月3日から2022年9月25日までは第2部も◎。 - 8月9日の『長崎原爆犠牲者慰霊平和祈念式典中継』及び10月7日の7時台の『長崎くんち中継』放送による特別編成と重なった場合は何れも第1部を臨時に×に変更。 |
| 熊本県         | 熊本放送（RKK）           | TBS系列 | ◎                  | ×                   | - 2012年7月7日から第1部を◎に変更。 - 第2部の時間帯は『キユーピー3分クッキング』（CBCテレビ版、12:00 - 12:10）、ローカル情報番組『土曜の番組』（12:10 - 13:00）を各々放送。 |
| 宮崎県         | 宮崎放送（MRT）           | TBS系列 | ◎                  | ×                   | - 2021年4月3日から第1部を◎に変更。 - 第2部の時間帯は『キユーピー3分クッキング』（CBCテレビ版、12:00 - 12:10）、ローカル情報番組『つづくさんのどようだよ (^^)』（12:10 - 13:30）を各々放送。 |
| 鹿児島県       | 南日本放送（MBC）         | TBS系列 | ◎                  | ×                   | - 2020年4月4日から第1部を◎に変更。 |
| 過去           |                           |         |                    | ×                   | |
| 日本全域       | BS-TBS                    | BS放送  | ◎                  | ×                   | - 2002年6月1日からネット開始。第2部は2012年3月31日から×に変更。同年9月29日を最後にネット打ち切り。 |
| 沖縄県         | 琉球放送（RBC）           | TBS系列 | ◎                  | ×                   | - 2005年10月1日から2008年9月27日まで第1部のみ◎。 - 第2部の時間帯はローカル情報番組『Aランチ』（11:57 - 13:15）、ローカルスポーツ番組『KICK OFF! OKINAWA』（13:15 - 13:30）を各々放送。 |
| 非ネット       |                           |         |                    |                     | |
| 青森県         | 青森テレビ（ATV）         | TBS系列 | ×                  | ×                   | |
| 岩手県         | IBC岩手放送（IBC）        | TBS系列 | ×                  | ×                   | - 第1部の時間帯はローカル情報番組『じゃじゃじゃTV』（9:25 - 11:30）、『キユーピー3分クッキング』（CBCテレビ版、11:30 - 11:40）を各々放送。 |
| 中京広域圏     | CBCテレビ（CBC）          | TBS系列 | ×                  | ×                   | - 第1部の時間帯はローカル情報番組『なるほどプレゼンター!花咲かタイムズ』（9:25 - 11:30）、『キユーピー3分クッキング』（11:30 - 11:40）、ローカル情報番組『花咲かタイムズ+』（11:40 - 11:45）を各々放送。 |
| 近畿広域圏     | 毎日放送（MBS）           | TBS系列 | ×                  | ×                   | - 同時間帯はローカル情報番組『せやねん!』（9:25 - 12:54）、バラエティ番組『よしもと新喜劇』（12:54 - 13:54）を各々放送。 |
| 山口県         | テレビ山口（tys）         | TBS系列 | ×                  | ×                   | - 第1部の時間帯はローカル情報番組『ちぐまや家族plus』（9:25 - 10:20）、ローカル情報番組『ちぐまや家族plus2』（10:20 - 10:45）を各々放送。 |
| 高知県         | テレビ高知（KUTV）        | TBS系列 | ×                  | ×                   | - 第1部の時間帯はローカル情報番組『あさコレ!』（10:25 - 10:50）を放送。 |
| 大分県         | 大分放送（OBS）           | TBS系列 | ×                  | ×                   | - 第1部の時間帯はローカル情報番組『かぼすタイム』（9:25 - 11:15）、ローカルスポーツ番組『KICK OFF! OITA』（11:15 - 11:30）、『キユーピー3分クッキング』（CBCテレビ版、11:30 - 11:40）を各々放送。 |

## 主題歌・挿入歌

### 番組テーマソング
- BRAN-KO「Sunny Side Brunch」
- BRAN-KO「Happy BRUNCH X'mas」（クリスマス限定）[39]
- BRAN-KO「Welcome to your spring!」[40]
- 西野カナ「Happy Time」[41]
  - 2017年10月7日 - 2018年3月31日
- aiko「ストロー」[42]
  - 2018年4月7日 - 9月29日
- 岡村靖幸「少年サタデー」[43]
  - 2018年10月6日 - 2019年3月30日
- SHISHAMO「ハネノバシ」[44]
  - 2019年4月6日 - 9月28日
- GReeeeN「2/7の順序なき純情」[45]
  - 2019年10月5日 - 2020年3月28日
- AI「ギフト（英語版）」[46]
  - 2020年4月4日 - 2020年9月26日
- MAN WITH A MISSION「Telescope」[47]
  - 2020年10月3日 - 2021年3月27日
- マカロニえんぴつ「好きだった（はずだった）」[48]
  - 2021年4月3日 - 2021年9月25日
- 上白石萌音「I'll be there」[49]
  - 2021年10月2日 - 2022年3月26日
- SHE'S「Grow Old With Me」[50]
  - 2022年4月2日 - 9月24日
- Tani Yuuki「ワンダーランド」[51]
  - 2022年10月1日 - 2023年9月30日
- 木村カエラ「ケセラセラ」[52]
  - 2023年10月7日 - 2024年3月30日
- Wacci「OKワード」[53]
  - 2024年4月6日 - 2024年9月28日
- Saucy Dog「よくできました」[54]
  - 2024年10月5日 - 2025年3月29日
- INI「Party Goes On」[55]
  - 2025年4月5日 -

### 歴代エンディングテーマ曲
| 年月                  | タイトル                                        | アーティスト                           |
| --------------------- | ----------------------------------------------- | -------------------------------------- |
| 1996年?月             | 真夏のブリザード                                | FLYING KIDS                            |
| 1996年?月             | 青い風                                          | BA-JI                                  |
| 1997年?月             | White Silent Night                              | SHAZNA                                 |
| 1998年1月             | TIME DISTORTION                                 | TWO-MIX                                |
| 1998年?月             | summer sunset                                   | 広末涼子                               |
| 1999年?月             | カナタヘ…                                       | PIERROT                                |
| 1999年?月             | ハスキー（欲望という名の戦車）                  | THE HIGH-LOWS                          |
| 1999年?月             | Call my name                                    | cool drive makers                      |
| 2000年?月             | New song                                        | AIR                                    |
| 2000年11月            | トーキングヘッズ                                | SCRIPT                                 |
| 2001年?月             | 十四才                                          | THE HIGH-LOWS                          |
| 2001年10月・11月      | Bless you, Thank you                            | Sunny                                  |
| 2001年12月・2002年1月 | 君に会えてよかった                              | CHIROLYN                               |
| 2002年2月・3月        | stay young                                      | the★tambourines                        |
| 2002年4月・5月        | spirit                                          | ICE                                    |
| 2002年6月・7月        | ナツノヒカリ                                    | GRAPEVINE                              |
| 2002年8月・9月        | イナズマ                                        | CUNE                                   |
| 2002年10月・11月      | いつの日にか…                                   | 島谷ひとみ                             |
| 2002年12月・2003年1月 | Joanna                                          | スターダストレビュー                   |
| 2003年2月・3月        | オレンジ                                        | ザ・ベイビースターズ                   |
| 2003年4月・5月        | 不明                                            | 不明                                   |
| 2003年6月・7月        | One wish                                        | AKINA                                  |
| 2003年8月・9月        | こんなにも君が                                  | GATS TAB SHOW                          |
| 2003年10月・11月      | 夜空に咲く花 〜eternal place〜                  | YeLLOW Generation                      |
| 2003年12月・2004年1月 | Dear Friends                                    | day after tomorrow                     |
| 2004年2月・3月        | ハジメテのハジマリ -Begin The First Beginning-  | 堂島孝平                               |
| 2004年4月・5月        | ネバギバ                                        | MOOMIN                                 |
| 2004年6月・7月        | Believe me                                      | melody.                                |
| 2004年8月・9月        | 太陽                                            | FLOW                                   |
| 2004年10月・11月      | ごめんね                                        | コンコンジャンプ                       |
| 2004年12月・2005年1月 | Special love                                    | COLOR                                  |
| 2005年2月・3月        | IAM                                             | 上原奈美                               |
| 2005年4月・5月        | mommy's back?                                   | SHAKALABBITS                           |
| 2005年6月・7月        | サマータイム!!                                  | MINMI                                  |
| 2005年8月・9月        | Ready?                                          | Tommy heavenly 6                       |
| 2005年10月・11月      | 恋はアメリカン〜邦題・恋はいつもアメリカン〜    | 松原静香                               |
| 2005年12月・2006年1月 | 冬の磁石                                        | キンモクセイ                           |
| 2006年2月・3月        | Hello                                           | 山本朝海                               |
| 2006年4月・5月        | Novel〜愛とはつまり〜                           | AIR DRIVE                              |
| 2006年6月・7月        | ハイファイ メッセージ                           | Every Little Thing                     |
| 2006年8月・9月        | ?                                               | ?                                      |
| 2006年10月・11月      | はじまる                                        | D-51                                   |
| 2006年12月            | Last Christmas                                  | GARY ADKINS                            |
| 2007年1月             | Love Tribe                                      | Jazztronik                             |
| 2007年2月・3月        | 風模様                                          | 佐藤竹善                               |
| 2007年4月・5月        | Dear…                                           | May J.                                 |
| 2007年6月・7月        | ジェット気流                                    | MEGARYU                                |
| 2007年8月・9月        | 強くなれ                                        | 高橋瞳                                 |
| 2007年10月・11月      | 頑張って!                                       | 松藤量平                               |
| 2007年12月・2008年1月 | ESCAPE                                          | ERIKA                                  |
| 2008年2月・3月        | 愛のかたち                                      | 清木場俊介                             |
| 2008年4月・5月        | Romanticが止まらない                            | C-C-B                                  |
| 2008年6月・7月        | 輝ける場所                                      | PhilHarmoUniQue                        |
| 2008年8月・9月        | 偶然の確率                                      | GIRL NEXT DOOR                         |
| 2008年10月・11月      | 幸福の条件                                      | GIRL NEXT DOOR                         |
| 2008年12月・2009年1月 | 花                                              | SOFFet                                 |
| 2009年2月・3月        | ちゃりんこ                                      | たむらぱん                             |
| 2009年4月・5月        | For You                                         | lecca                                  |
| 2009年6月6・13日      | アベマリア                                      | MINMI                                  |
| 2009年6月20日 - 7月   | Re:BIRTH                                        | MEGARYU                                |
| 2009年8月・9月        | SENDAISTA                                       | Hi-Fi CAMP                             |
| 2009年10月・11月      | ガムシャランナー                                | 吉田山田                               |
| 2009年12月・2010年1月 | Happy Drive                                     | 九州男                                 |
| 2010年2月・3月        | HAPPILY EVER AFTER                              | AZU                                    |
| 2010年4月・5月        | ヒマワリ -Growing Sunflower-                    | SPEED                                  |
| 2010年6月・7月        | ANGEL TRIP                                      | VAMPS                                  |
| 2010年8月・9月        | PASSPORT                                        | MEG                                    |
| 2010年10月・11月      | A Song of Love                                  | Love                                   |
| 2010年12月・2011年1月 | あなただけ                                      | 弓木英梨乃                             |
| 2011年2月・3月        | Good bye Good day                               | MARIA                                  |
| 2011年4月・5月        | HIGH-STEPPER                                    | 水樹奈々                               |
| 2011年6月・7月        | Party Time                                      | ハイジ                                 |
| 2011年8月・9月        | Summer Sweet                                    | SHU-I                                  |
| 2011年10月・11月      | Passion!!                                       | Sissy                                  |
| 2011年12月・2012年1月 | All About Me                                    | AYUSE KOZUE                            |
| 2012年2月・3月        | いつも君だった                                  | indigo7                                |
| 2012年4月・5月        | Answer                                          | TEE with Crystal Kay                   |
| 2012年6月・7月        | 恋はPUSH! feat. HALCALI                         | LIL                                    |
| 2012年8月・9月        | 汚れた翼で                                      | SEAMO                                  |
| 2012年10月・11月      | ONE                                             | rieco                                  |
| 2012年12月・2013年1月 | 逆光                                            | 九州男                                 |
| 2013年2月・3月        | Reload                                          | 堂珍嘉邦                               |
| 2013年4月・5月        | Boyz & Girlz                                    | ハナエ                                 |
| 2013年6月・7月        | 信じて                                          | rieco                                  |
| 2013年8月・9月        | Turn It Up feat. AK-69 & Havana Brown           | SPICY CHOCOLATE                        |
| 2013年10月・11月      | ハシリツヅケル                                  | HOME MADE 家族                         |
| 2013年12月・2014年1月 | 抱きしめたい                                    | kainatsu                               |
| 2014年2月・3月        | Everything's All Right                          | CTS                                    |
| 2014年4月・5月        | サクラ、舞ウ                                    | SUSIE LOVE                             |
| 2014年6月・7月        | 波乗り泥棒                                      | 高松豪                                 |
| 2014年8月・9月        | 星降る街                                        | ウルトラタワー                         |
| 2014年10月・11月      | 仲間                                            | LIFriends                              |
| 2014年12月・2015年1月 | 絶対                                            | 新山詩織                               |
| 2015年2月・3月        | 君がいない夜                                    | 東方神起                               |
| 2015年4月・5月        | こたえあわせ                                    | nano.RIPE                              |
| 2015年6月・7月        | TO: Summer                                      | Rihwa                                  |
| 2015年8月・9月        | 誰にだってシンデレラストーリー                  | 片平里菜                               |
| 2015年10月            | ファンファーレ                                  | 図鑑                                   |
| 2015年11月            | Supernova duet with 三浦大知                    | 黒沢薫（ゴスペラーズ）                 |
| 2015年12月・2016年1月 | Devil                                           | SUPER JUNIOR                           |
| 2016年2月・3月        | 彼女はゾンビ                                    | GLAY                                   |
| 2016年4月             | Rainbow                                         | Leola                                  |
| 2016年5月             | 1.2.3..4.5.6                                    | sumika                                 |
| 2016年6月             | SMILEY DAYS                                     | 塩ノ谷早耶香                           |
| 2016年7月             | テイクミーアウト                                | SCANDAL                                |
| 2016年8月             | ケーキ・バイ・ザ・オーシャン                    | DNCE                                   |
| 2016年9月             | WILD WILD WILD                                  | EXILE THE SECOND                       |
| 2016年10月            | 逢いたくて逢いたくてたまらない -Two of Us ver.- | 東方神起                               |
| 2016年11月            | ピコレーション                                  | Kus Kus                                |
| 2016年12月            | ボクノネガイゴト                                | チャン・グンソク                       |
| 2017年1月             | flower                                          | 蒼井翔太                               |
| 2017年2月             | めぐり逢う未来で                                | SUPER JUNIOR・キュヒョン               |
| 2017年3月             | パッサボーラ!(UNIONE ver.)                      | UNIONE                                 |
| 2017年4月             | 恋と嘘                                          | 赤い公園                               |
| 2017年5月             | FAMOUS                                          | FlowBack                               |
| 2017年6月             | Beautiful Day                                   | SHE'S                                  |
| 2017年7月             | SUMMERDELICS                                    | GLAY                                   |
| 2017年8月             | 線香花火                                        | ココロオークション                     |
| 2017年9月             | BABY!                                           | the peggies                            |
| 2017年10月            | ジャストミート                                  | SILENT SIREN                           |
| 2017年11月            | 潮時チェッカー                                  | 中村千尋                               |
| 2017年12月            | RINNE                                           | モン吉                                 |
| 2018年1月             | MAGIC MUSIC                                     | The Super Ball                         |
| 2018年2月             | Winter Train                                    | Brian the Sun                          |
| 2018年3月             | 好奇心                                          | Czecho No Republic                     |
| 2018年4月             | FATEMOTION                                      | Bentham                                |
| 2018年5月             | OVER                                            | XOX                                    |
| 2018年6月             | U.S.A.                                          | DA PUMP                                |
| 2018年7月             | #公開告白 feat. 山猿                            | erica                                  |
| 2018年8月             | She's So Nice                                   | Cellchrome                             |
| 2018年9月             | センチメートル                                  | 南端まいな                             |
| 2018年10月            | レモンパイ                                      | マカロニえんぴつ                       |
| 2018年11月            | 涙色ランジェリー                                | 宇宙まお                               |
| 2018年12月            | CHU-LIP                                         | 大塚愛                                 |
| 2019年1月             | バブリー革命～ばんばんバブル～                  | ジュリアナの祟り（エナツの祟りに改名） |
| 2019年2月             | リンカネーション                                | cocona*                                |
| 2019年3月             | サヨナラの季節                                  | lol -エルオーエル-                     |
| 2019年4月             | Everything                                      | Czecho No Republic                     |
| 2019年5月             | Darling Darling                                 | SHE IS SUMMER                          |
| 2019年6月             | Beginning                                       | Nothing’s Carved In Stone              |
| 2019年7月             | HOME                                            | 青柳翔                                 |
| 2019年8月・9月        | BEST SHOT                                       | BuZZ                                   |
| 2019年10月            | 恋のメガラバ                                    | コロナナモレモモ                       |
| 2019年11月            | BLUE                                            | ACE COLLECTION                         |
| 2019年12月            | 太陽                                            | DREAMING MONSTER                       |
| 2020年1月             | Party All Night                                 | FAITH                                  |
| 2020年2月・3月        | 桜色カメラロール                                | 真っ白なキャンバス                     |
| 2020年4月             | あと一歩                                        | 三澤紗千香                             |
| 2020年5月             | DE-KI-RU                                        | HAN-KUN                                |
| 2020年6月             | See The Light                                   | 竹内唯人                               |
| 2020年7月             | We’ll be fine                                   | ReN                                    |
| 2020年8月             | ジャンジャカジャカスカ                          | ナナランド                             |
| 2020年9月             | 乱反射                                          | The Notes of Museum feat. eufonius     |
| 2020年10月            | 真昼どきのステラ                                | 西山宏太朗                             |
| 2024年3月             | 蒼翠炎雷                                        | M.S.S Project                          |
| 2024年8月             | 愛 for you!                                     | i☆Ris                                  |
| 2024年9月             | 栞                                              | サイダーガール                         |
| 2024年10月            | Bon Voyage                                      | 輝叶                                   |
| 2024年12月            | I'M YOUR IDOL                                   | 高嶺のなでしこ                         |
| 2025年1月             | 星くずのうた                                    | Guiano                                 |
| 2025年2月             | Phone Number                                    | 岩田剛典                               |
| 2025年3月             | 夢の中のあなたに恋をしてしまいました            | 里華                                   |
| 2025年4月             | 晴レるキミ。                                    | クモリノチ。                           |
| 2025年5月             | 流れ星                                          | FUNKIST                                |
| 2025年6月             | Melty Berry                                     | D.O.L                                  |
| 2025年7月             | SUMMER DAYS                                     | Chimothy→                              |
| 2025年8月             | 友達のふり                                      | sorato                                 |

## 天気コーナー
元々、本番組は「関東ローカル」を前提としていたため、11:38頃に流れている天気コーナーは、番組開始以来一貫して関東地方と山梨県、静岡県伊豆地方（気温は静岡市の気温を表示）のみの天気画面しか流れておらず、このコーナーでの差し替えポイントもないために、TBSテレビ以外の第1部ネット局でもローカルに切り替わることなく流されていた。ゴールデンウィーク時期には全国の週間予報が加えられていた。
その後、2010年9月25日から番組フルリニューアルに伴い、関東地方の予報範囲も見直され、関東・甲信地方および静岡県全域へと改められた。これにより1部ネット局のうち、静岡放送・テレビ山梨・信越放送の視聴者に対してもTBSテレビから予報が伝えられる形となった。しかしそれでもローカル対応としては不十分なことから、静岡放送や信越放送では直後のJNNニュース内のローカル枠で改めて地元の詳細な予報を放送している。
さらにその後、2016年春頃から天気コーナーの画面構成が全面的にリニューアルされ、天気コーナー専用のキャラクターを用いた画面に変更されると同時に関東地方の予報範囲も変更され、それまでの長野県及び静岡県（それ以前にはあった伊豆半島も含む）の予報は完全に削除され、関東地方と山梨県のみとなった。
1部をネットする系列局が増えたことを踏まえ、2006年4月のリニューアル以降、全国の予報を伝えた後に関東の予報を伝えるよう内容が改められ、2008年4月から構成が若干変化し、天気コーナー前後をCMにしているため事実上差し替えポイントが設けられた形になっている（ただし、CMに挟まれた時間が厳密に決まっておらず、系列局の差し替えは事実上不可能）。
なお、ネット各局でのこの枠への対応例として、北海道放送では午後のみ関東ローカルの天気を放送しながらL字型画面で道内の天気も併せて放送している。午前は11:28頃（ブックコーナー・特集途中のCM挿入時）で飛び降り道内の天気を放送し（2024年4月に道内の天気を放送しなかった回あり）、11:35からキユーピー3分クッキングを放送する。飛び降りる際は断りのテロップ が表示される。かつて11:29頃から午前の天気予報を伝えていた時代は、TBSテレビ発の天気予報の後に道内の天気を伝えていた。
2010年9月18日まで使用していた天気画面は、現在『ひるおび!』が使用している。背景がお天気カメラになっている部分とキャラクター部分を差し替えている。
2017年春のリニューアルをもって、21年間にわたって続けられた午前の天気コーナーは廃止され、入れ替わりにそのあとのJNN NEWSにおいて（全国ニュースの最後）、気象予報士による解説を交えた全国の天気予報が伝えられるようになった。なお、午後の天気コーナーは継続されているが、予報範囲は関東1都6県及び山梨県のみであり（全国の予報が伝えられることもある）、TBSテレビ以外のネット地域は考慮されていないほか、キャスターはアナウンサーでも気象予報士でもなく、男性タレントが担当するようになった。

## コラボレート商品
コラボレート商品は当番組非放送地域でも販売されることもある。
- 王様のブランチ映画本
  - あっちゃんのスーパー・ミーハー・インタビュー（アミューズブックス）
- 王様のブランチ×PAGEM
  - 王様のブランチ×PAGEM A6ウィークリー
- 王様のブランチ×ピザーラ
- 押切もえ×王様のブランチ×UNIQLO
  - 押切もえ×王様のブランチ×UNIQLO／Wドライスウェットフーデッドベスト
  - 押切もえ×王様のブランチ×UNIQLO／Wドライスウェットフルレングスパンツ
- 押切もえ×王様のブランチ×ナショナル（現・パナソニック）
  - 押切もえ×王様のブランチ×ナショナル ミラクルコラボヘアアイロン
- 蛯原友里×王様のブランチ×福助×ANA
  - 蛯原友里×王様のブランチ×福助×ANA／BIZWALK PREMIUM VERSION
  - 蛯原友里×王様のブランチ×福助×ANA／BIZWALK STANDARD VERSION
- 山田優×王様のブランチ×CA4LA
  - 山田優×王様のブランチ×CA4LA コサージュ付きストローHAT
  - 山田優×王様のブランチ×CA4LA コサージュセット
- 谷原章介×王様のブランチ×PORTER×メンズクラブ
  - 谷原章介×王様のブランチ×PORTER×メンズクラブ　バックインバック
- 果汁50%の午後の紅茶（キリンビバレッジ）

## スピンオフ番組

### レギュラー番組
- BSブランチ
  - BS-TBSでブランチ第1部終了後の11:42 - 11:53に放送されていた。歴代の出演者はブランチ本編とは全く別だった。
- お嬢様の夜ふかし
  - TBSラジオで1998年10月から1999年9月まで放送。『BRAN-KO』がパーソナリティーを務めていた。
- 王様のお夜食
  - 1999年4月から2004年10月まで、毎週土曜未明（金曜深夜）に放送。ブランチリポーターをメインとしたバラエティ番組。
- 真夜中のブランチ
  - 『王様のブランチ』の深夜版で、2020年10月18日 - 2021年3月29日にかけて月に1回放送。
- よるのブランチ
  - 『真夜中のブランチ』を発展させたレギュラー番組として、2021年4月21日から毎週水曜日に「テッペン!」（23:56からの関東ローカル番組枠）で放送中。同月から『王様のブランチ』の進行を隔週で担当している野村が、毎回進行役を務めている。
- プチブランチ
  - 2022年10月3日から毎週月 - 木曜日の9:55 - 10:25に関東ローカルで放送中の収録番組。2021年10月から『王様のブランチ』の進行を隔週で担当している日比と野村が、進行役として隔週交代で出演している。

### 単発番組
- みんなで手作りクリスマス〜出来るまでがお楽しみ〜
  - 2012年に放送されたミニ番組。ブランチリポーター（鈴木・青木・麻里奈）が出演。
- 別冊!王様のブランチ 〜真夏のNGワード男旅〜
  - 2013年8月10日の午後に放送。谷原・鈴木・パンサー・ブランチリポーター（青木・浅倉・早川・寺田・福井・竹内・麻里奈・茜）が出演。
- 7つの習慣〜読村教授の華麗なる特別講義〜
  - BS-TBSで2013年9月21日に放送。谷原・本仮屋・出水・杉山・ブランチリポーター（竹内・麻里奈・あすか・早川）らが出演。谷原扮する大学教授「読村（よみむら）洋一郎」が、スティーブン・R・コヴィーの著書「7つの習慣」を題材に、聖心女子大学で開催した1日限りの特別講義の模様をドラマ仕立てで放送。
- 別冊!王様のブランチ 年末はゲームだSP!
  - 2013年12月16日の未明（15日の深夜）に放送。谷原・鈴木・パンサー・市川・ブランチリポーター（青木・早川・福井・アマンダ・竹内）とゲストの細川茂樹と真矢が出演。
- 王様のお年玉
  - 2014年1月5日の未明（4日の深夜）に放送。谷原・LiLiCo・鈴木・パンサーが出演。
- 別冊!王様のブランチ 2014女子力アップ特番
  - 2014年1月11日の午後に放送。谷原・本仮屋・LiLiCo・鈴木・パンサー・ブランチリポーター（青木・中島・寺田・福井・英里子）が出演。
- 別冊!王様のブランチ ママサカスに集まれスペシャル
  - 2014年3月22日の午後に放送。パンサー（向井と菅のみで尾形は出演せず）、ゲストの新山千春、新山小春などが出演。
- 別冊!王様のブランチ　真夏のブランチ特別版 谷原章介横浜グルメ旅 
  - 2014年8月16日の午後に放送。谷原・鈴木・パンサー、ブランチリポーター（福井・青木・竹内・太田・英里子）が出演。
- 王様のコラボブランチ超限定!神アイテム誕生スペシャル
  - 2014年9月27日の午後に放送。鈴木・森とゲストの鈴木啓太と畑野ひろ子が出演。
- 別冊!王様のブランチ 人気GAME本気挑戦SP
  - 2015年1月7日の未明（6日の深夜）に放送。谷原・鈴木・パンサー・ブランチリポーター（福井・青木・寺田・大沢・紗綾・櫻井）とゲストの高山善廣が出演。
- 別冊!王様のブランチ ユイカとパンサーの思い出グルメ旅
  - 2015年2月7日の午後に放送。本仮屋・鈴木・パンサー・ブランチリポーター（青木・寺田・竹内・中島・英里子）が出演。
- 別冊!王様のブランチ ママサカス2015
  - 2015年3月21日の午後に放送。谷原・本仮屋・鈴木・パンサー・笹川・国山とゲストの尾木直樹が出演。
- 別冊!王様のブランチ 初秋の京都大特集!
  - 2015年9月19日の午後に放送。パンサー・ブランチリポーター（青木・櫻井・寺田・英里子）が出演。
- 別冊!ブランチ 史上最高クリスマスの達人SP
  - 2015年12月5日の午後に放送。鈴木・オリエンタルラジオの藤森慎吾・けみお・平祐奈・ぺこ・りゅうちぇるが出演。
- 別冊!王様のブランチ 超絶!!ゲーム通信社
  - 2016年1月12日の未明（11日の深夜）に放送。パンサー・ジャングルポケット・杉原杏璃・佐藤かよが出演。
- 別冊!王様のブランチ
  - 2016年1月23日の午後に放送。鈴木・パンサー・笹川・国山・ブランチリポーター（青木・寺田・熊井・小林・齋藤）が出演。
- 別冊春ブランチ!おでかけ情報満開スペシャル
  - 2016年3月19日の午後に放送。谷原・新川・パンサー・笹川・国山・鈴木・ブランチリポーターとゲストのはしのえみ・安めぐみが出演。
- 別冊ブランチ!秋のお家賃ハウマッチ旅
  - 2016年9月24日の午後に放送。谷原・新川・綾部・鈴木・笹川・国山・ブランチリポーターが出演。
- 別冊!王様のブランチ
  - 2018年1月27日の午後に放送。児嶋一哉・渡辺・ブランチリポーター（小林・熊井）が出演。また元レギュラーのパンサー・鈴木あきえ、元ブランチリポーターの白石みきもゲスト出演。
- 別冊!王様のブランチ2020夏 心も体も癒そうSP
  - 2020年7月25日の午後に放送。児嶋一哉・向井慧・ブランチリポーター（小林・小泉）が出演。